# Versailles-i békeszerződés
| 0. Lengyel–ukrán háború                                  | 1918. | 11. 01. - 1919. 07. 18.  |
| 1. Versailles-i békeszerződés                            | 1919. |                          |
| 2. Lengyel–szovjet háború                                | 1919. | 02. 14. - 1921. 03. 18.  |
| 3. Trianoni békeszerződés                                | 1920. |                          |
| 4. Rapallói egyezmény                                    | 1920. | november 12.             |
| 5. Francia–lengyel katonai szövetség (en)                | 1921. | február 16.              |
| 6. Rigai béke (en)                                       | 1921. | március 18.              |
| 7. Menetelés Rómába                                      | 1922. | október 28 - 29.         |
| 8. Korfui összetűzés (olasz-görög) (en)                  | 1923. | aug. - szept.            |
| 9. Müncheni sörpuccs                                     | 1923. | november 8.              |
| 10. A Ruhr-vidék francia–belga megszállása (en)          | 1923. | - 1925.                  |
| 11. Libia megszállása - Második olasz–líbiai háború (en) | 1923. | - 1932.                  |
| 12. Mein Kampf (Harcom) megjelenése                      | 1925. |                          |
| 13. Dawes-terv (en)                                      | 1924. |                          |
| 14. Locarnói egyezmény                                   | 1925. | december 01.             |
| 15. Young-terv (en)                                      | 1929. |                          |
| 16. Nagy gazdasági világválság                           | 1929. | október 24. – 1941.      |
| 17. Mandzsúria japán lerohanása (en)                     | 1931. | 09. 18. - 1932. 02. 26.  |
| 18. Mandzsukuo megszállása                               | 1931  | – 1942.                  |
| 19. Sanghaj-i január 28-i összetűzés (en)                | 1932. | 01. 28. – 03. 03.        |
| 20. Szovjet–lengyel megnemtámadási egyezmény             | 1932. | július 25.               |
| 21. Genfi leszerelési világértekezlet (en)               | 1932. | 02.02. - 1934.06.11.     |
| 22. Első hopeji hadjárat/A nagy fal védelme (en)         | 1933. | 01.01 - 05.31.           |
| 23. Belső-mongóliai hadjárat (en)                        | 1933. | - 1936.                  |
| 24. Hitler lesz a kormányfő és az államfő is egyben      | 1933. | - 1934.                  |
| 25. A tanggui fegyverszünet (en)                         | 1933. | május 31.                |
| 26. Németország újrafelfegyverzése elindul (en)          | 1933. | július 12.               |
| 27. Olasz–szovjet egyezmény (en)                         | 1933. | szeptember 2.            |
| 28. Belső-mongóliai hadjárat (en)                        | 1933. | ápr.- 1936. dec.         |
| 29. Németország elhagyta a leszerelési értekezletet (en) | 1933. | október 14.              |
| 30. Németország kilép a Nemzetek Szövetségéből (en)      | 1933. | okt. 19. - nov. 12.      |
| 31. Német–lengyel megnemtámadási egyezmény               | 1934. | január 26.               |
| 32. A Saar-vidéki népszavazás/visszatérés Németországhoz | 1935. | január 13.               |
| 33. Kötelező sorozás kezdődik Németországban újra (en)   | 1935. | március 16.              |
| 34. Francia–szovjet segítségnyújtási szerződés (en)      | 1935. | május 2.                 |
| 35. Szovjet–csehszlovák segítségnyújtási szerződés (en)  | 1935. | május 16.                |
| 36. He-Umezu egyezmény (en)                              | 1935. | 06. 10. - 1937. 07. 07.  |
| 37. Angol–német tengerészeti egyezmény (en)              | 1935. | június 18.               |
| 38. December 9-i megmozdulások Pekingben (en)            | 1935. | december 9.              |
| 39. Második olasz–etióp háború (abesszíniai háború)      | 1935. | 10. 3.- 1937. 02. 19.    |
| 40. A Rajna-vidéki bevonulás (en)                        | 1936. | március 7.               |
| 41. Spanyol polgárháború kezdete                         | 1936. | júl. 17. - 1939. ápr. 1. |
| 42. A Berlin–Róma-tengely (német–olasz egyezmény)        | 1936. | október 27.              |
| 43. Antikomintern paktum                                 | 1936. | november 25.             |
| 44. Suiyuan hadjárat (en)                                | 1936. | október - november       |
| 45. Hsziani válság (en)                                  | 1936. | december 12-26.          |
| 46. Második kínai–japán háború                           | 1937. | - 1945.                  |
| 47. A USS Panay-incidens (en)                            | 1937. | december 12.             |
| 48. Ausztria bekebelezése (Anschluss)                    | 1938. | március 12.              |
| 49. Májusi válság (német–cseh határ) (en)                | 1938. | május 19 - 23.           |
| 50. Haszan-tavi csata/Csangkufengi összecsapás           | 1938. | júl. 29. - aug. 11.      |
| 51. Német–csehszlovák kisháború (Ordnersgruppe) (en)     | 1938. | szeptember 16 - 17.      |
| 52. Müncheni egyezmény                                   | 1938. | szeptember 29.           |
| 53. A Szudéta-vidék Birodalomhoz csatolása (en)          | 1938. | október 01 - 10.         |
| 54. Első bécsi döntés                                    | 1938. | november 02.             |
| 55. A Szlovák Köztársaság kikiáltása                     | 1939. | március 14.              |
| 56. Csehszlovákia német megszállása (en)                 | 1939. | március 15.              |
| 57. Litvánia náci megfenyegetése, Memel elcsatolása (en) | 1939. | március 20 - 22.         |
| 58. Magyar–szlovák kis háború                            | 1939. | március 23 - 31.         |
| 59. A spanyol polgárháború végső hadműveletei (en)       | 1939. | március 26. - április 1. |
| 60. Danzigi válság (en)                                  | 1939. | március - augusztus      |
| 61. Angol függetlenségi garancia Lengyelországnak (en)   | 1939. | március 31.              |
| 62. Albánia olasz lerohanása (en)                        | 1939. | április 7-12.            |
| 63. Szovjet–angol–francia tárgyalások Moszkvában (en)    | 1939. | ápr. 15.- aug. 21.       |
| 64. Német–olasz barátsági és katonai szerződés           | 1939. | május                    |
| 65. Halhín-goli csata                                    | 1939. | május - szeptember       |
| 66. Molotov–Ribbentrop szerződés                         | 1939. | augusztus 23.            |
| 67. Lengyelország német lerohanása                       | 1939. | szept. 1. - okt. 6.      |

A versailles-i békeszerződés (avagy versailles-i békediktátum) volt az első világháborút Németország és az antanthatalmak valamint a szövetségeseik között lezáró egyezmény, mely az 1919 első felében lefolytatott párizsi tárgyalások eredményeképpen született meg. A szerződés aláírásával fejeződött be a háború nemzetközi jogi értelemben, miután a tényleges harccselekményeket korábban már lezárta a compiègne-i fegyverszüneti egyezmény 1918. november 11-én. Ez az egyezmény volt egyben a Népszövetség alapító okirata.
A német küldöttség a tárgyalásokon nem vehetett részt, hanem csak azok végén adhatott be írásos beadványokat, melyekkel a szerződésben apróbb módosításokat tudott elérni. A szerződés a Német Császárságot és szövetségeseit a háború egyedüli okozóiként jelölte meg és a német államot területek átadására, a fegyveres erőinek leszerelésére és a győztes hatalmak felé jóvátétel megfizetésére kötelezte. Németország nem volt hajlandó magára vállalni a bűnbak szerepét valamint elfogadni a rendkívül méltánytalannak és igazságtalannak érzett feltételeket. A győztes hatalmak végül ultimátumot küldtek Németországnak, melyben további jelentős területek megszállását helyezték kilátásba. Ennek, valamint a feszült belpolitikai helyzet és a fegyverszünet után is fenntartott, több tízezer ember halálát okozó éhségblokád hatására Németország tiltakozás mellett 1919. június 28-án – napra pontosan a szarajevói merénylet ötödik évfordulóján – aláírta a szerződést a versailles-i kastély tükörtermében. A szerződés a ratifikációja és az okiratok kölcsönös átadása után 1920. január 10-ével lépett hatályba. A keménynek tűnő feltételei és keletkezésének körülményei miatt a szerződést a németek többsége illegitimnek és megalázó diktátumnak tekintette.
A háborúban a vesztes oldalon álló országokkal kötött Párizs környéki békeszerződések sorában 1919. szeptember 10-én Német-Ausztriával a saint-germaini, 1919. november 27-én Bulgáriával a neuilly-sur-seine-i, 1920. június 4-én Magyarországgal a trianoni, majd 1920. augusztus 10-én az Oszmán Birodalommal a sèvres-i békeszerződés köttetett meg.

## A párizsi békekonferencia

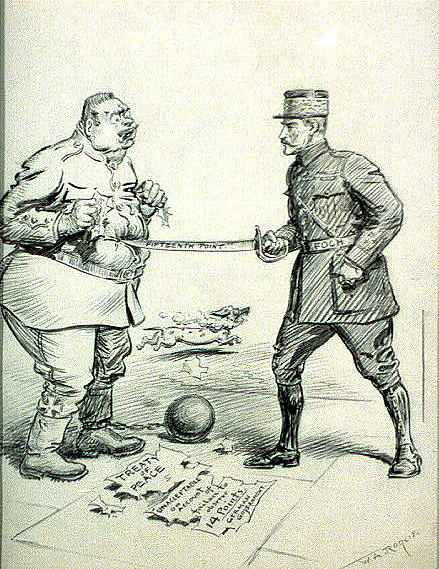
Amerikai karikatúra a Németországgal szembeni katonai fenyegetésről: Mivel állítólag a wilsoni 14 pontot nem tartották be, Foch marsall a szablyája hegyét 15. pontként toldja hozzá

### Helyszín és időpont
A világháború lezárására a győztes hatalmak Párizsban hívtak össze békekonferenciát, ami 1919. január 18. és 1920. január 21. között ülésezett. Az itt zajló tárgyalások során állították össze a Németországgal kötendő békeszerződés pontjait, melynek az aláírására a versailles-i kastélyban került sor 1919. június 28-án – napra pontosan a szarajevói merénylet ötödik évfordulóján. Ezt a kastélyt XIV. Lajos francia király építtette és azon francia külpolitika központjává vált, mely a 17. század végén mesterkélt jogi eljárások révén igyekezett jogot formálni a Német-római Birodalom nyugati területeinek megszerzéséhez és e Franciaországban is kétesnek tartott módszerrel próbálta legitimizálni agresszív hódító politikáját. III. Napóleon francia császár 1870-ben az Északnémet Szövetség ellen indított, hódítónak szánt háborúja gyors vereséggel végződött és 1871. január 18-án a német fejedelmek e palota tükörtermében kiáltották ki a Német Császárságot. A konferencia kezdetének időpontja erre a dátumra utalt és egyben az agresszív francia terjeszkedő politika feléledését is jelentette – amit az amerikai diplomácia nem, a brit pedig csak részben támogatott.

### Résztvevő államok
A békekonferencián a győztes antanthatalmak és a háborúban az ő oldalukon hadba lépő országok vettek részt. A háború kitörésekor legfontosabb nagyhatalmak közül kettő már nem létezett.

A Cári Oroszország helyét az 1917-es forradalom következtében Szovjet-Oroszország vette át, mely a breszt-litovszki béke révén különbékét kötött a központi hatalmakkal. Erre hivatkozva a nyugati antanthatalmak nem hívták meg a békekonferenciára. (Ellenben a szintén különbékét kötő Románia jelen lehetett.) A kapitalista államok emellett tartottak attól, hogy a világforradalom mellett elkötelezett szovjet állam léte minden más állam belpolitikai stabilitására fenyegetést jelent.

Az Osztrák–Magyar Monarchia a fegyverszüneti egyezmény megkötésekor széthullott. A békekonferencián helyette Német-Ausztriát és Magyarországot büntették meg, míg a területéből részesülő többi állam (Lengyelország, Csehszlovákia, SHS-Királyság) a győztesek oldalán vehetett részt a konferencián, mivel az antant és a Monarchia szláv kisebbségei kölcsönösen támogatták egymást és elkötelezték magukat egymás irányába. Ez megakadályozta a háború előtti határokhoz való visszatérés lehetőségét és az új rendet olyan problémákkal terhelte, mint amilyenekkel a nemzetállamok közti határok megvonása elkerülhetetlenül magával von.

### A tárgyalások menete
Német részről Woodrow Wilson amerikai elnök 1918. január 8-án közzétett 14 pontból álló programját tekintették az 1918. november 11-én hatályba lépő és 36 napra szóló compiègne-i fegyverszünet megkötésekor a konfliktus további rendezésének alapjául. A szóbeli megbeszélésekről a németeket kizárták és azokon csak a győztes hatalmak vehettek részt, míg a német delegációval csak memorandumokat váltottak.
A tárgyalások során a kongresszus egy szűkebb köre tartott üléseket, az ún. négyek tanácsa, melybe Woodrow Wilson amerikai elnök, Georges Clemenceau francia elnök, David Lloyd George brit miniszterelnök és Vittorio Emanuele Orlando olasz miniszterelnök tartoztak. Ez a tanács határozta meg a szerződés főbb pontjait. A tárgyalások eredményeképpen a német delegációnak 1919. május 7-én adták át a szerződéstervezetet, melynek időpontját tudatosan a Lusitania óceánjáró elsüllyesztésének évfordulójára időzítették.

## Az aláírás kikényszerítése

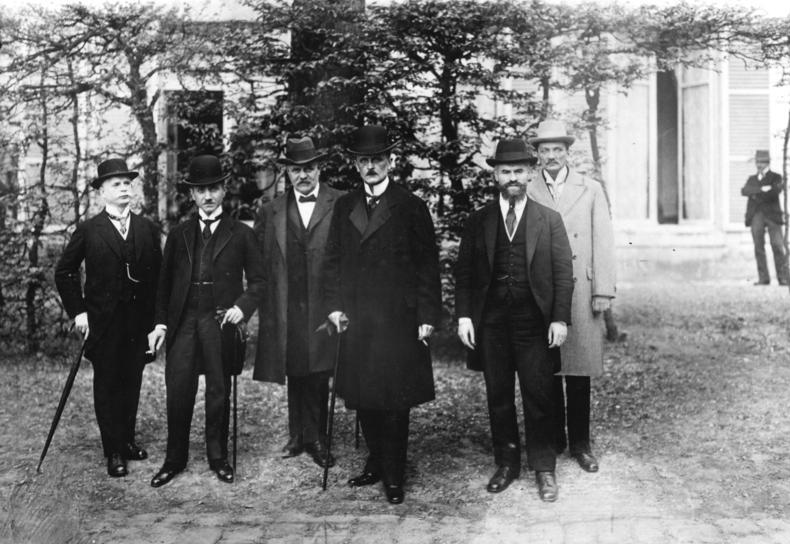
Német béketárgyalók a Hotel Trianonba való indulásuk előtt. Balról: Robert Leinert, Carl Melchior, Johannes Giesberts, Ulrich von Brockdorff-Rantzau, Otto Landsberg, Walther Schucking

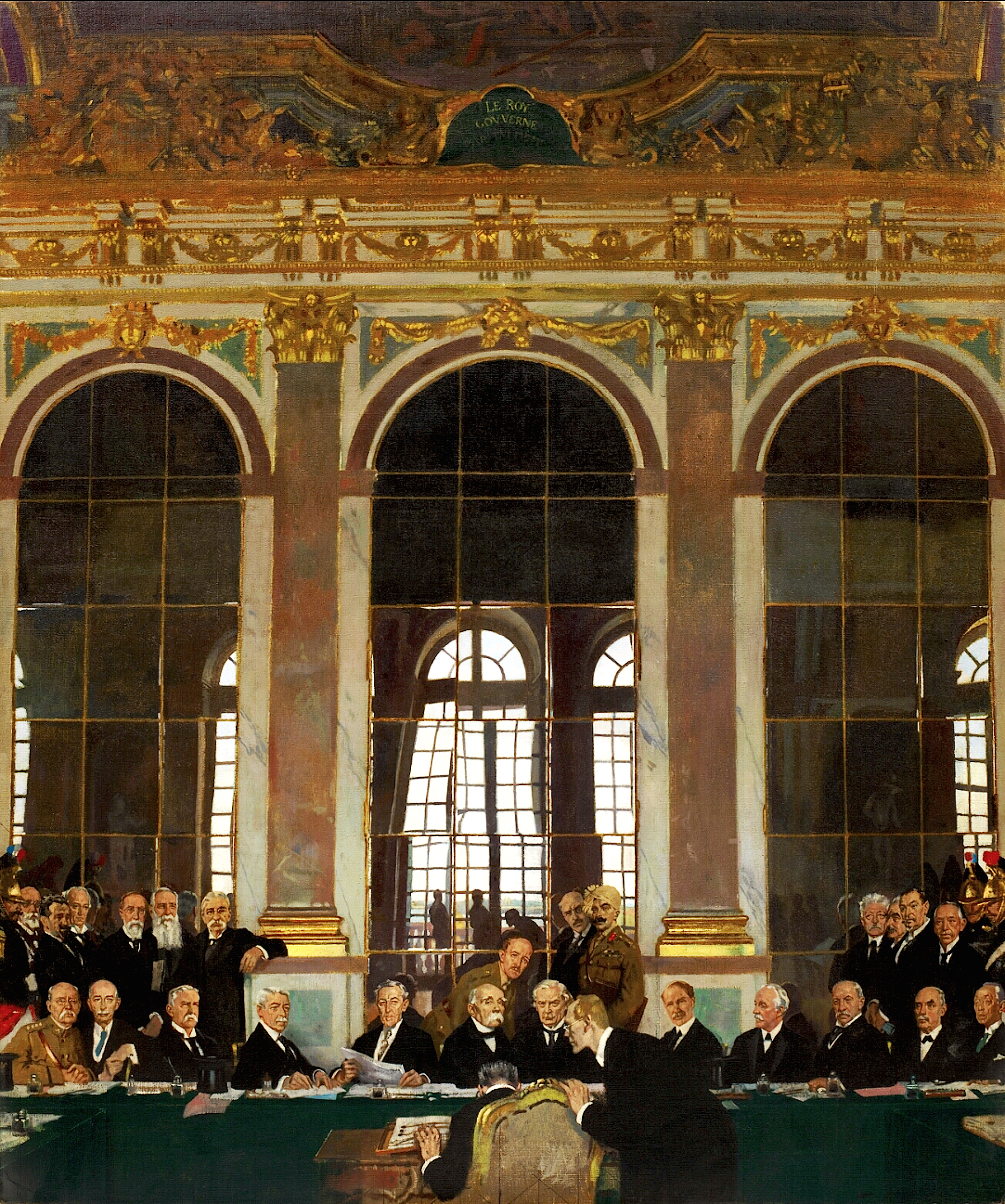
A békeszerződés aláírása a tükörteremben (William Orpen festménye)

A német delegáció 1919. április 29-én gróf Ulrich von Brockdorff-Rantzau külügyminiszter vezetésével érkezett meg Versailles-ba. A győztesek által diktált békefeltételekkel, közte a „háborús felelősséget” tartalmazó cikkellyel május 7-én szembesülve a gróf így válaszolt Clemenceau-nak, Wilsonnak és Lloyd George-nak:
„Ismerjük a gyűlölet hevességét, mellyel itt szembesülünk. Azt követelik tőlünk, hogy a háború egyedüli okozóinak adjuk ki magunkat; egy ilyen beismerés az én számból hazugság lenne.”
Mivel Németország nem vehetett részt a tárgyalásokon, a német kormányzat tiltakozó jegyzéket adott át, melyben kifogásolták a tisztességtelen követeléseket és a becsületsértést, majd röviddel rá elhagyták a békekonferenciát. Pártállástól függetlenül a németek a szerződést – különösen annak azt a pontját, mely Németországot vádolta a háború kirobbantásával – a nemzeti becsület elleni inzultusként értékelték és gyakran mint „a diktátum” („das Diktat”) emlegették. Scheidemann a nemzetgyűlés előtt 1919. május 12-én megtartott beszédében a békeszerződést „gyilkos tervnek” nevezte és a következő – német nyelvterületen szállóigévé vált – kérdést tette fel:
„Mely kéz ne sorvadna el, mely önmagát és minket ilyen béklyóba vert? A szerződés elfogadhatatlan.”|  | „Which hand, trying to put us in chains like these, would not wither? The treaty is unacceptable.[6]” |
|  | |
Habár a szóbeli tárgyalásokon a német küldöttség nem vett részt, a jegyzékeket végül kölcsönösen átadták a felek egymásnak. Az antant hatalmaknak június 16-án átadott kísérőlevél (Mantelnote) kérései közül néhány kisebb módosítást sikerült elérni. Az eredetileg Lengyelországnak odaítélt Felső-Szilézia hovatartozásáról népszavazással lehetett dönteni. A győztesek további módosításokhoz már nem járultak hozzá és ultimátumban követelték a szerződés aláírását.
Németország első demokratikus úton megválasztott kormányfője, Philipp Scheidemann június 20-án inkább lemondott, minthogy aláírja ezt a szerződést. Hasonlóan tett von Brockdorff-Rantzau gróf és Otto Landsberg is a küldöttség tagjai közül.
Az ultimátum értelmében az antant csapatai benyomultak volna Németország területére, ha a szerződést nem írják alá. Erre az esetre az antant szárazföldi csapatainak főparancsnoka, Ferdinand Foch marsall kidolgozott egy tervet, mely szerint a már megszállt Rajna-vidékről kiindulva a Majna mentén haladva kellett volna az antant-csapatoknak keleti irányba nyomulniuk, hogy a legrövidebb időn belül elérjék a cseh határt és ezáltal Észak- és Dél-Németországot elszakítsák egymástól. Ezzel egyidőben a brit haditengerészet megszállta volna Helgolandot és több más északi-tengeri német szigetet.
Adolf von Batocki kelet-porosz tartományi elnök, August Winning szociáldemokrata politikus és Otto von Below tábornok köré szerveződő körök azt tervezték, hogy a békeszerződést teljes egészében visszautasítva harc nélkül átengedik Németország nyugati felét a benyomuló ellenséges csapatoknak, míg a keleti porosz tartományok területén, ahol a német hadsereg még viszonylag erős volt, Keleti Állam (Oststaat) néven egy új, antantellenes államot alapítanak, mely ellenállási gócként szolgált volna.
Scheidemann lemondása után új koalíciós kormány alakult Gustav Bauer vezetése alatt. Friedrich Ebert birodalmi elnök tudatában volt annak, hogy Németország lehetetlen helyzetben volt és bár ő is ellenszenvvel viseltetett a szerződés iránt, úgy ítélte meg, a kormányzat nincs abban helyzetben, hogy visszautasítsa. Ebert úgy vélte, hogy a szerződés aláírásának visszautasítása esetén nincs arra garancia, hogy a hadsereg fel tudja tartóztatni a nyugat felől előrenyomuló ellenséget. Ezért megérdeklődte Paul von Hindenburg tábornagynál, hogy a hadsereg képes lenne-e jelentős ellenállást kifejteni abban az esetben, ha az antant folytatni akarná a háborút. Abban az esetben, ha a válasz szerint a hadseregnek a legkisebb esélye is lett volna a sikerre, úgy Ebert a szerződés ratifikálása ellen foglalt volna állást. Hindenburg a törzsfőnökének, Wilhelm Groenernek az ösztönzésére úgy ítélte meg, hogy a hadsereg a háborút még korlátolt mértékben sem tudná folytatni. Hindenburg – ahelyett, hogy Ebertet magát informálta volna – Greoner útján tájékoztatta a kormányzatot arról, hogy a hadsereg tarthatatlan helyzetbe kerülne az ellenségeskedések kiújulása esetén. Az üzenetet megkapva a kormányzat a szerződés elfogadását tanácsolta.
A fenyegető bevonulás valamint a fegyverszünet ellenére is fenntartott és az élelmiszer-ellátás dramatikus kiéleződésével fenyegető brit tengeri blokád miatt a nemzetgyűlés 1919. június 22-én 237 „igen” és 138 „nem” szavazattal a békeszerződés elfogadása mellett döntött. A szavazáson 5 fő tartózkodott a jelenlévő 421 képviselőből. Scheidemann párttársa és utódja, Gustav Bauer az ülés alatti beszédében a következőket mondta:
„A kötelesség érzete miatt vagyunk itt, abban a tudatban, hogy a mi átkozott kötelességünk menteni, ami menthető […] Ha a kormányzat […] fenntartások mellett aláír, akkor azzal azt hangsúlyozza, hogy az erőszaknak enged azzal a szándékkal, hogy megkímélje a kimondhatatlan módon szenvedő német népet egy újabb háborútól, a nemzeti egység újabb német területek megszállása jelentette szétszakításától, az asszonyokat és gyermekeket a szörnyű éhínségtől és a hadifoglyok kíméletlenül hosszú ideig való visszatartásától.” 

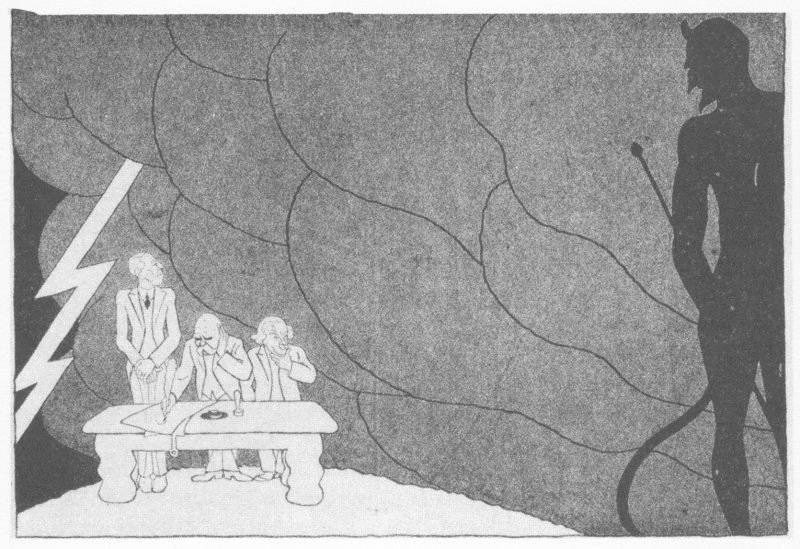
Az ördög nevet a versailles-i békeszerződés aláírásakor (svéd karikatúra, 1919)

A szavazás eredményét pár órával az ultimátum lejárta előtt táviratozták meg Clemenceau-nak. Hermann Müller külügyminiszter és Johannes Bell gyarmatügyi miniszter utazott el Versailles-ba, hogy Németország nevében aláírják az egyezményt. Erre 1919. június 28-án került sor és a nemzetgyűlés július 9-én 209 igen a 116 nem szavazat ellenében ratifikálta.
A szerződés aláírói Németország mellett az Egyesült Államok, az Egyesült Királyság, Franciaország, az Olasz Királyság, a Japán Császárság, továbbá Belgium, Bolívia, Brazília, Csehszlovákia, Ecuador, a Görög Királyság, Guatemala, Haiti, Hidzsáz, Honduras, Kuba, Lengyelország, Libéria, Nicaragua, Panama, Peru, Portugália, a Román Királyság, az SHS-Királyság, Sziám és Uruguay voltak.
A Németországnak 1917-ben hadat üzenő Kína nem írta alá a szerződést, mivel a német kézen lévő területeit nem kapta vissza, hanem Japánnak ítélték oda. A Nagy-Britannia és Franciaország melletti legjelentősebb aláíró állam, az Egyesült Államok képviselői bár a két német küldött után elsőkként írták alá a szerződést, az amerikai kongresszus két alkalommal is visszautasította annak ratifikálását (előbb 1919. november 19-én majd 1920. március 19-én) valamint a Népszövetséghez való csatlakozást. Az USA emiatt 1921. augusztus 25-én különbékét kötött Németországgal a berlini szerződéssel.

## A győztes hatalmak célkitűzései
Franciaország, Nagy-Britannia és az Egyesült Államok háborús célkitűzései jelentősen eltértek egymástól. A franciák céljai sokszor ellentétben álltak a két angolszász hataloméival.

### Franciaország

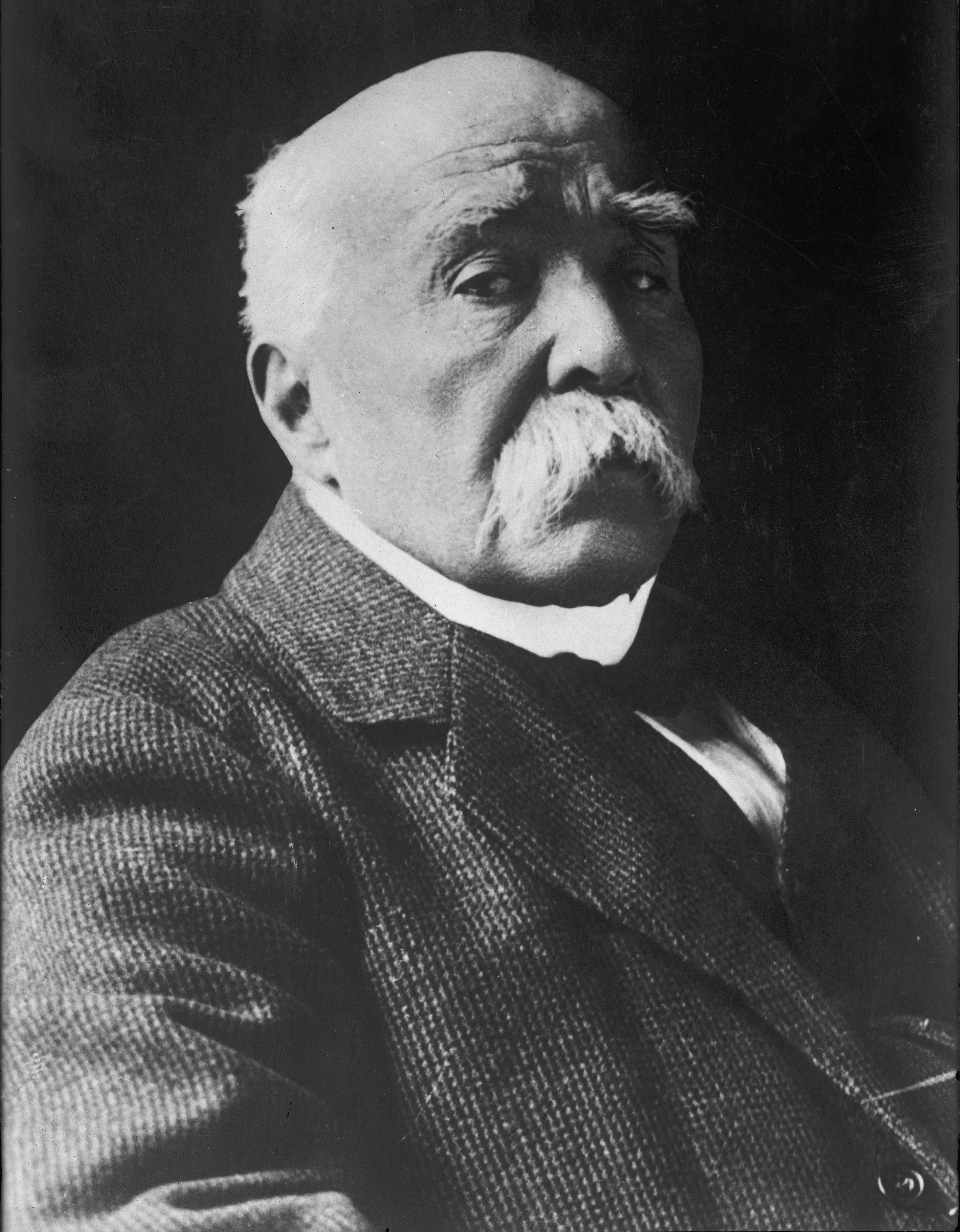
Georges Clemenceau

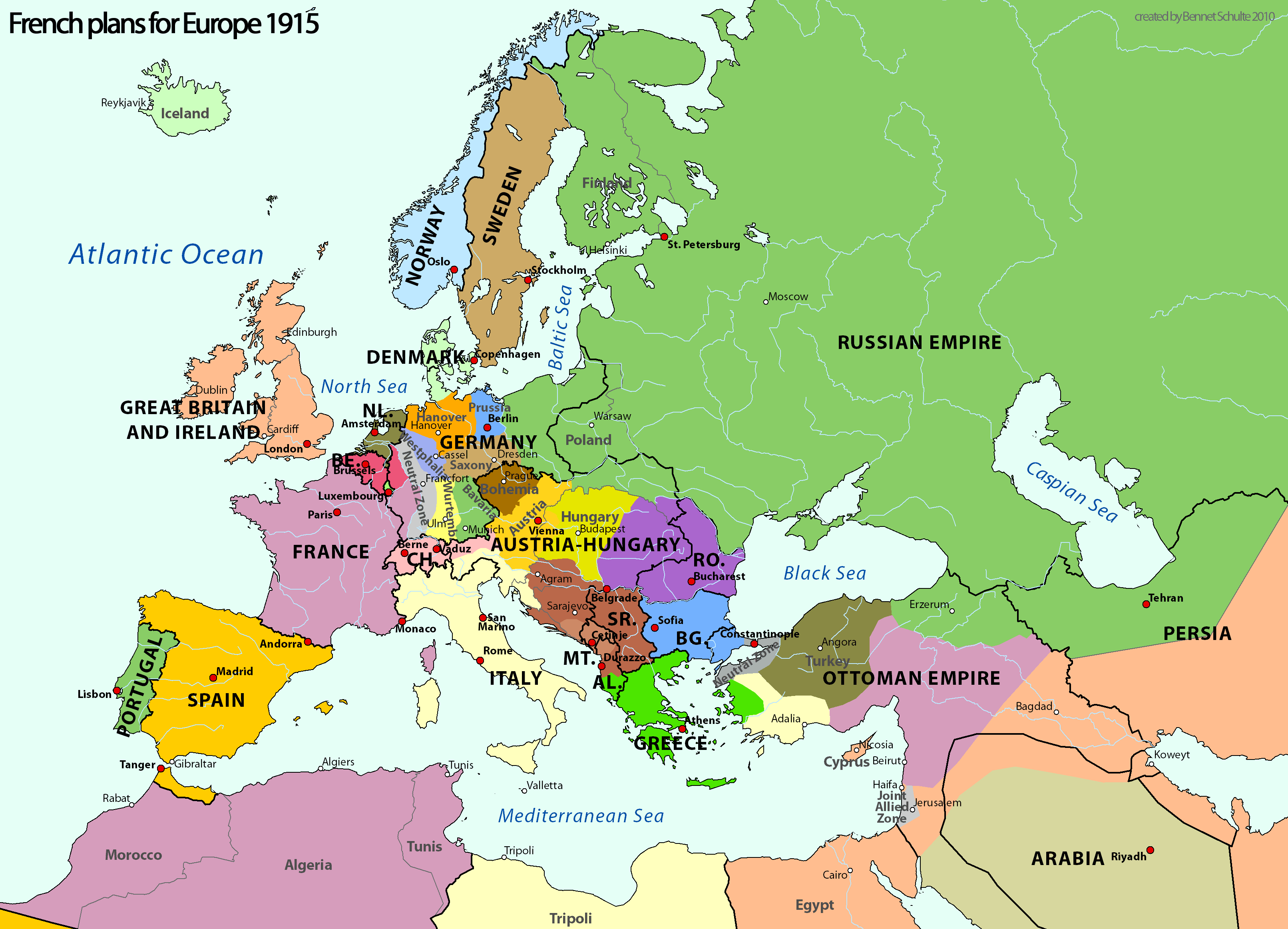
Francia háború utáni területrendezési tervek 1915-ből

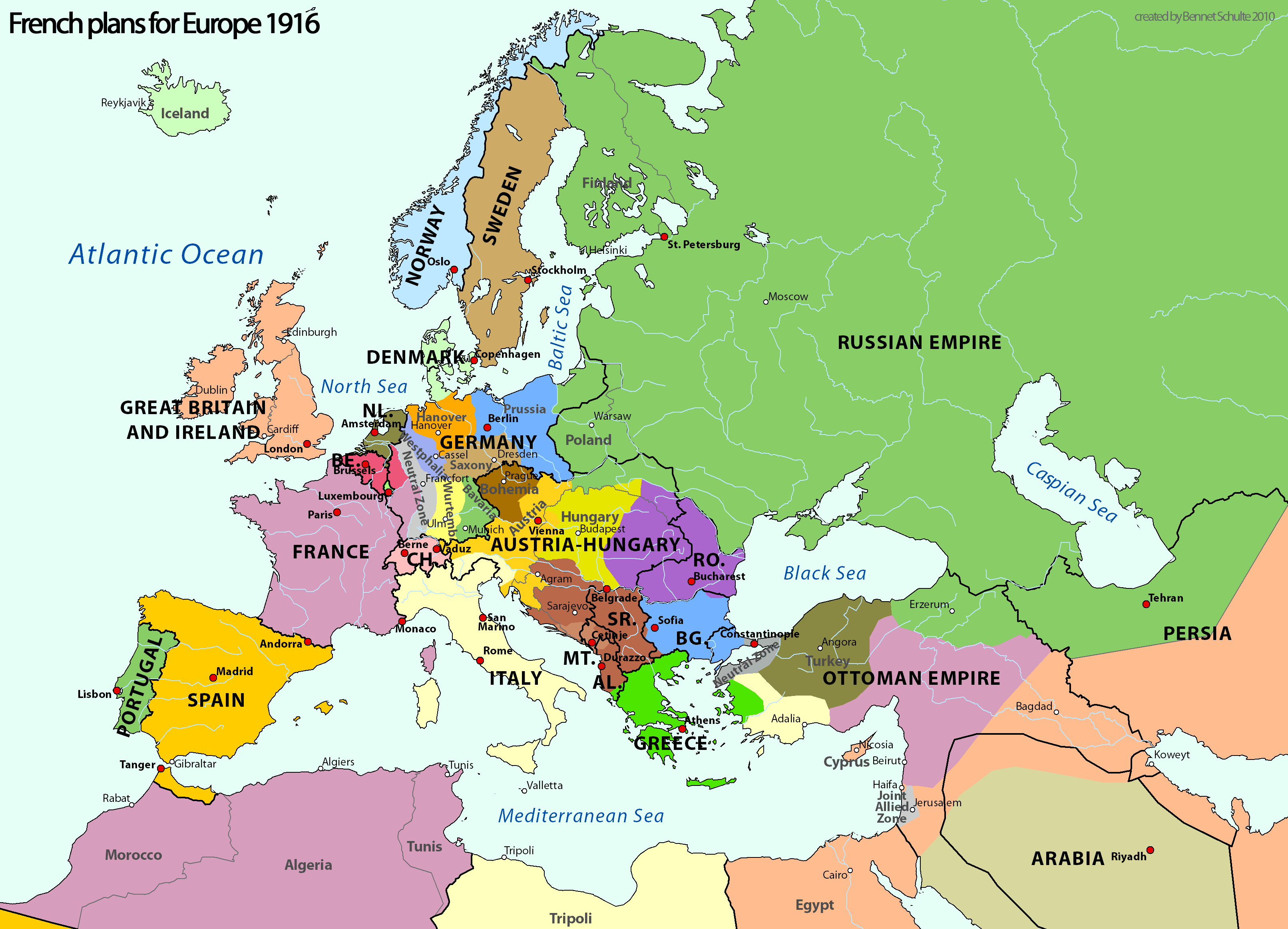
Francia háború utáni területrendezési tervek 1916-ból

Franciaország háborús célja mindenek előtt a keleti irányú terjeszkedés volt, amit XIV. Lajos is folytatott már a 17. század végén és célja a Rajnától nyugatra lévő – német lakta – területek elcsatolása volt (ún. „reuniós politika”). A franciák az agresszív külpolitikájukat azonban a kornak megfelelő finomabb módon igyekeztek kommunikálni és a német fenyegetettséggel szembeni „biztonság” jelszavával próbálták alátámasztani területi igényeiket. Clemenceau munkatársa, André Tardieu Franciaország céljait a békekonferencián ennek megfelelően a következőképpen foglalta össze:
 „Az elsődleges szempont a biztonság volt. A helyreállítás volt a második.”
Az érvelésben fontos szerepet játszottak az elszenvedett háborús károk. Franciaország 1,3 millió katonát veszített. A 18 és 30 év közötti férfi lakosságának negyede vesztette életét. A civil áldozatok száma 400 000 főt tett ki. Az ország területe is sokkal jobban megszenvedte a harcokat mint a többi hadban álló országé. Az ún. vörös zóna (zone rouge), az ország északkeleti részén lévő ipari régió, a vas- és szénlelőhelyek infrastruktúrája súlyos károkat szenvedett és a háború utolsó napjaiban a bányákat elárasztották, a vasúthálózatot, a hidakat és a gyárakat lerombolták a németek. Clemenceau Franciaország biztonságát azzal kívánta biztosítani, hogy Németországot gazdaságilag, katonailag, területileg meggyengíti és országát Németországot megelőzve a kontinens vezető acéltermelőjévé teszi. Ezt a felfogást a konferencián részt vevő neves brit gazdasági szakember, John Maynard Keynes úgy értékelte, hogy a franciák megpróbálták „visszaállítani az órát és semmissé tenni mindazt, amit 1870 óta Németország fejlődése révén elért.” Clemenceau így érvelt Wilsonnál: „Amerika messze van, az óceánoktól védve. Angliát még Napóleon sem tudta elérni. Önök mindketten védve vannak; mi nem.” A franciák a „fenyegetettségre” hivatkozva a Rajnát akarták megtenni határfolyónak, ami által védettnek vélték országukat és ezzel a területgyarapodással ellensúlyozni akarták a Németországgal szembeni demográfiai és gazdasági lemaradásukat.
Az amerikai és brit küldöttek visszautasították a Rajna-vidék annexiójára vonatkozó francia terveket és két hónapnyi tárgyalás után a franciák elfogadták azt a brit ígéretet, hogy azonnal szövetségre lépnek velük egy újabb német támadás esetén. Ezzel Wilson is egyetértett és a washingtoni szenátus elé beterjesztett egy hasonló javaslatot. Clemenceau 1918 decemberében a képviselőházban azt közölte, hogy a célja e két országgal fenntartani a szövetséget. A francia elnök elfogadta az angolszász javaslatot annak fejében, hogy Franciaország tizenöt évre megszállva tarthatja a Rajna-vidéket és Németországnak ezt követően is fegyvermentesen kell tartania a területet.
A francia tárgyalók jóvátételt követeltek Németországtól a háborúban elszenvedett károkért és annak során – főként az Egyesült Államokkal szemben – felhalmozott adósságok fedezésének érdekében. Franciaország a háború miatti összes kiadását meg akarta fizettetni Németországgal és az erre való hivatkozás alkalmasnak tűnt a veszélyes szomszéd tartós meggyengítésére. A franciák a Saar-vidéket is annektálni akarták volna a vas- és szénbányái miatt. Kisebb anyagi kártérítést is elfogadtak volna mint amihez az amerikaiak hozzájárultak volna és Clemenceau hajlandónak mutatkozott megvitatni a német küldöttekkel Németország fizetőképességét a jóvátétel végső megállapítása előtt. 1919 áprilisában és májusában a franciák és a németek külön egyeztetéseket folytattak a jóvátétel, újjáépítés és ipari együttműködés mindkét fél számára elfogadható (teljesíthető) módjáról. Franciaország hasonlóan a brit domíniumokhoz és Belgiumhoz ellenezte a mandátumok szétosztását és a német gyarmatok annexióját részesítette előnyben.

### Egyesült Királyság

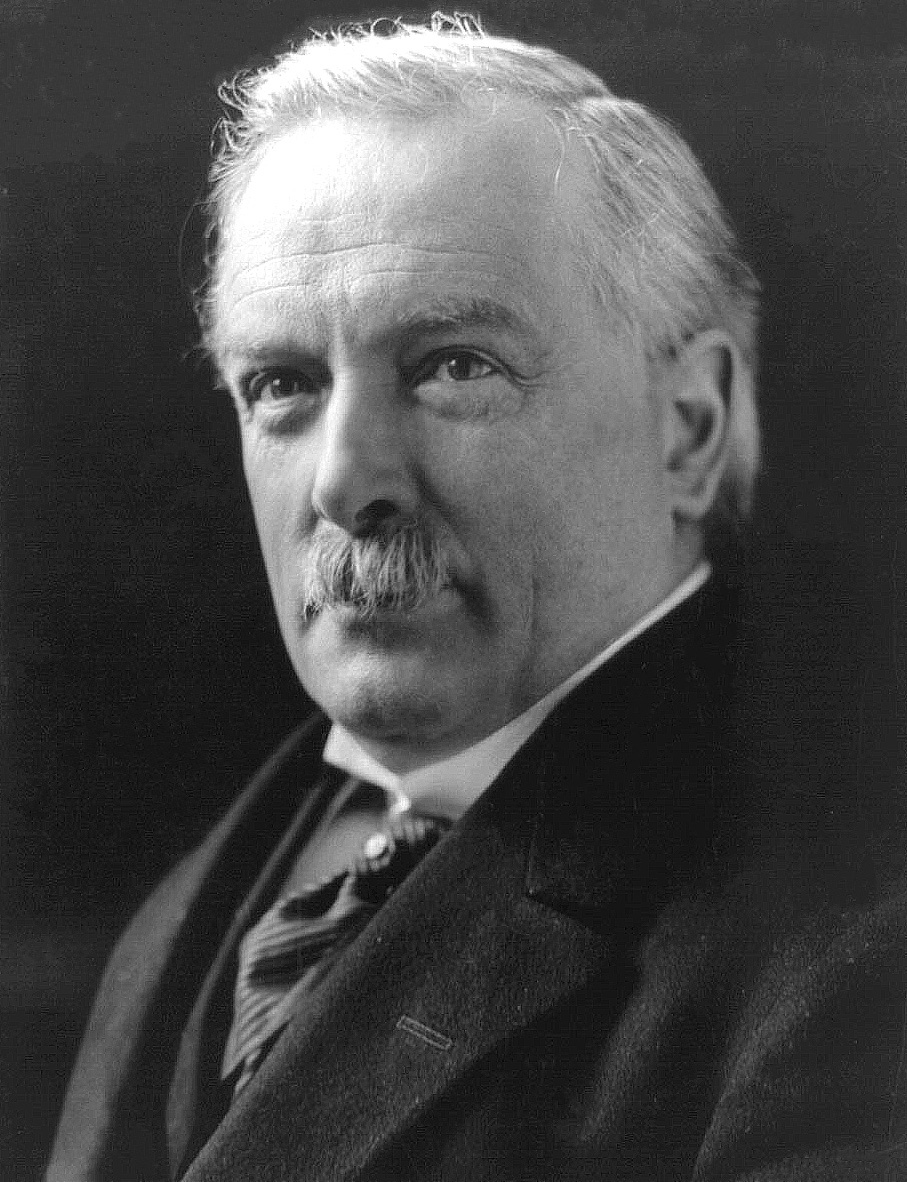
David Lloyd George

Az Egyesült Királyságot jóval kevésbé viselte meg a háború, mint Franciaországot, de a háborús költségei fedezésére jelentősen eladósodott az amerikai kormányzattal szemben. A brit kormányzat igyekezett elkerülni, hogy Közép-Európában hatalmi vákuum alakuljon ki. A klasszikus erőhatalmi egyensúly (Balance of Power) stratégiájának szellemében igyekezett Németországot nem túlságosan meggyengíteni, hogy az ellensúlya lehessen az európai dominanciára törekvő Franciaországnak és elrettentő erőként szolgálhasson a bolsevik Oroszországgal szemben. Ugyanakkor a brit kormányzat a németek tengerentúli pozícióinak tartós gyengítésére törekedett, miután a németek flottafejlesztésükkel kétségbe vonták az évszázados brit tengeri uralmat. A fegyverszüneti megállapodásban kikötötték, hogy a németeknek tengeralattjáróikat mind át kell adniuk, a felszíni flotta legmodernebb hadihajóit pedig internálni kell a béketárgyalások idejére. A brit álláspontot jól szemlélteti Lloyd George egyik 1919 márciusában kelt memoranduma:
„Németországot meg lehet fosztani a gyarmataitól, a hadseregét puszta rendőri erővé és a flottáját egy ötödrendű hatalom szintjére lehet zsugorítani. Azonban Németország végül, ha úgy érzi, jogtalanul bántak vele az 1919-es béke során, meg fogja találni az eszközt ahhoz, hogy a legyőzőinek megfizessen. […] A jóvátétel eléréséhez a feltételeinknek szigorúaknak, keményeknek, sőt kíméletlennek kell lenniük, ugyanakkor az országnak, melyre ezt rákényszerítjük, belül úgy kell éreznie, hogy nincs joga panaszkodni. Azonban a győzelem órájában tanúsított igazságtalanságot és arroganciát soha nem felejtik el és nem bocsátják meg. […] Nem tudnék elképzelni erősebb okot egy jövőbeni háború okaként, minthogy a német népet, mely bizonyára a világ egyik legerőteljesebb és leghatalmasabb nemzetének bizonyult, egy sor kisebb állam venné körbe, melyek közül több korábban soha nem volt képes szilárd kormányzatot felállítani és melyekben nagyszámú német lakosság él, melynek tagjai a hazájukkal való egyesülést óhajtják.”
Lloyd George pénzügyi követelése először még csak a brit háborús költségek fedezésére terjedt ki. A háború alatt (és előtt) a brit népességet erősen Németország ellen hangolták és ez megmutatkozott az 1918. december 14-ei választások (ún. kupon-választások) során, mikor a Németország „kifacsarásával” kampányoló brit háborús koalíciót újraválasztották. Az erős belpolitikai nyomás hatására Lloyd George hajlandónak bizonyult a Németország számára kirótt háborús jóvátételbe számos hadirokkant és hadiárva járadékát is bevonni, ami annak összegét rendkívüli mértékben megnövelte.

### Olaszország

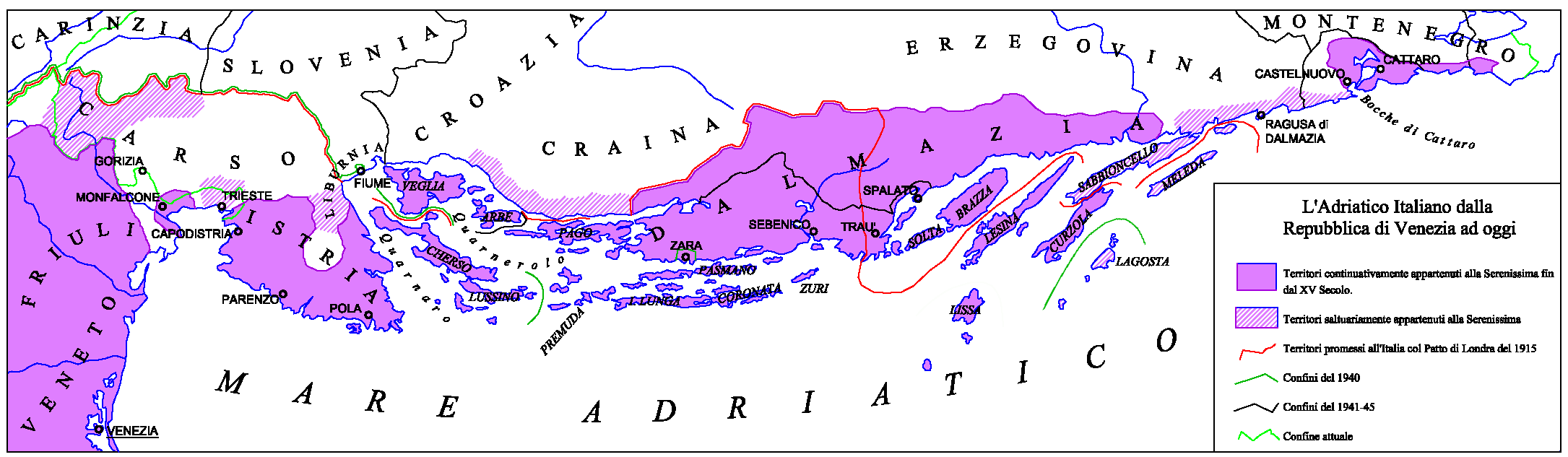
Az Adria keleti partjának olasz érdekeltségeit mutató térkép
Piros vonallal a londoni szerződésben odaígért területek,
Zöld vonallal a ténylegesen megkapott területek határa jelölve

Az Olasz Királyság a londoni titkos egyezmény megkötése után lépett hadba az antant oldalán korábbi szövetségesei ellen a számára felkínált területi nyereségek reményében. A győzelem révén az olaszok megszerezték Trentinót és Triesztet, ezáltal a Brenner-hágóig való terjeszkedéssel könnyen védhető északi határra tettek szert. Emellett a törököktől elvett, görögök lakta Dodekanészosz-szigetcsoportot is megkapták. Az olasz követeléseket így jórészt a saint-germaini és sévres-i békeegyezmények szövegei tartalmazták.
A londoni egyezményben az Adriai-tenger keleti partvidékéből odaígért területek azonban részben átfedték a Szerbiának korábban felkínált területeket. E jórészt olaszok lakta vidékek többségét végül Jugoszlávia kapta meg. Olaszországnak a titkos szerződés alapján az afrikai német gyarmatok felosztásából is részesülnie kellett volna, de ezekből nem kapott semmit. Emiatt Olaszországban a világháborús részvételre mint „megcsonkított győzelemre” tekintettek és az ebből fakadó nemzeti sértettség hozzájárult a fasizmus felemelkedéséhez.

### Egyesült Államok

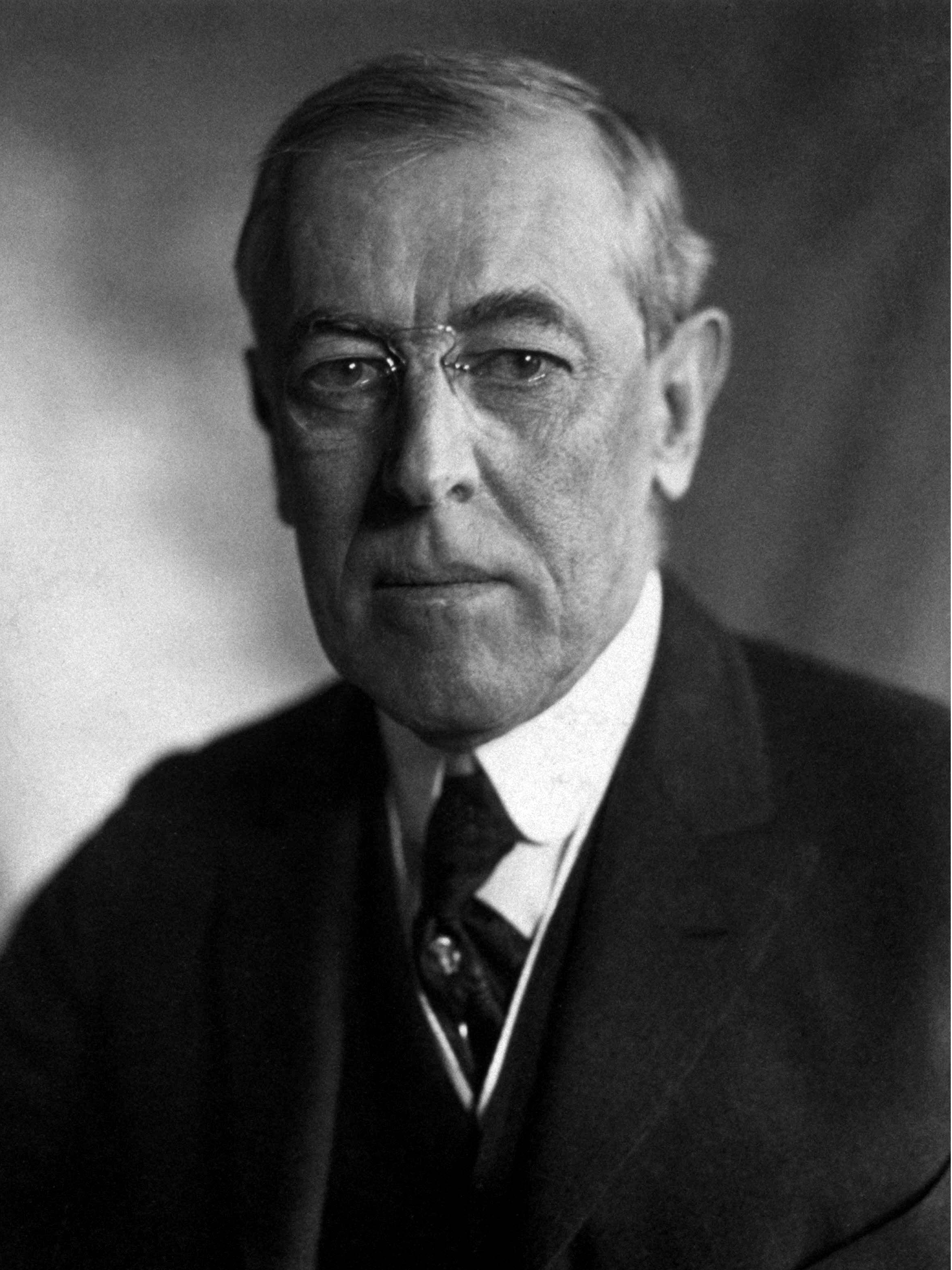
Woodrow Wilson

Az Egyesült Államok hadba lépése előtt Wilson elnök beszédeiben győztes nélküli békekötést sürgetett a hadviselő felek között („peace without victory”). Országának hadba lépése után azonban megváltoztatta álláspontját és a németeket olyan agresszorokként jellemezte, akikkel nem lehet kompromisszumos békét kötni. Az Egyesült Államok nyilvánosan hirdetett háborús célja a kereskedelmi hajózás szabadságának védelme volt, amit a Németország által meghirdetett korlátlan tengeralattjáró-háború által vélt fenyegetettnek. Wilson 1918 január 8-ai beszédében egy 14 pontos programot hozott nyilvánosságra, melyben egy ennek megfelelő békerendszert vázolt fel. Ebben a titkos diplomácia mindenféle formájának betiltását, a népek önrendelkezési jogát, általános leszerelést, a népszövetség felállítását hirdette, valamint a központi hatalmak csapatainak minden megszállt területről való visszavonását és egy tengeri kijárattal rendelkező, független Lengyelország létrehozását sürgette. Utóbbi felvetése problémás volt, mivel a Balti-tenger partjának körzetében akkoriban nem volt lengyel többségű város vagy vidék, ami alapján a lengyel állam igényt tarthatott volna tengeri kijáratra. A versailles-i szerződésben később kijelölt lengyel korridor a népek önrendelkezési joga ellen vétett. Ezen követelések alapján Wilson (ismét?) egy megegyezéses békére törekedett, melyben nincsenek győztesek és vesztesek, de a breszt-litovszki béke után kihátrált ezen felvetése mögül.
Annak ellenére, hogy a népek önrendelkezési jogát hangoztatta, Wilson támogatta a Santung-félsziget német koncessziójának átadását Japánnak, hogy ezáltal biztosítsa a szigetország belépését a Népszövetségbe, ahelyett, hogy a terület Kínának való visszaadását szorgalmazta volna.

## Tartalma

### A háborús felelősség megállapítása (231. cikkely)
A 231. cikkely a következőket tartalmazza:
”A szövetséges és társult országok kormányai kinyilvánítják, Németország pedig elismeri, miszerint Németország és szövetségesei okozóiként felelősek minden olyan veszteségért és kárért, melyet a szövetséges és társult tagállamok és állampolgáraik a háború során, amire Németország és szövetségeseinek támadása által rá lettek kényszerítve, elszenvedtek.”

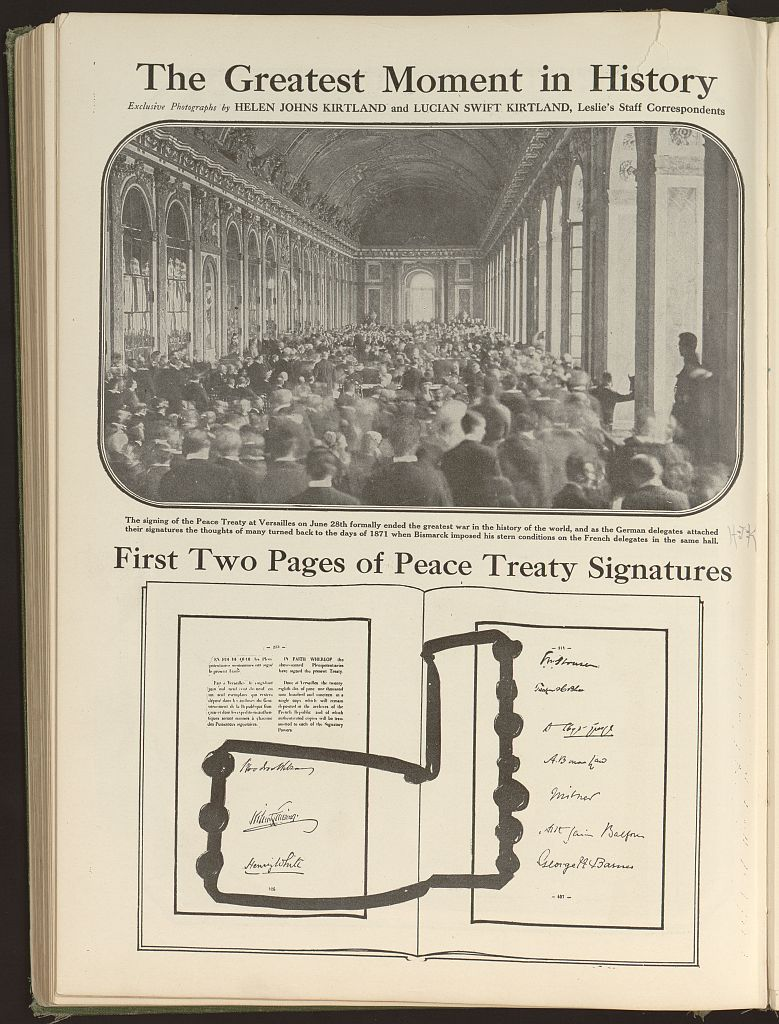
Az aláírási ceremónia Versailles-ban és a szerződés első két oldala az aláírásokkal és pecsétekkel

A szerződés ezáltal egyedül Németországot és szövetségeseit jelölte meg agresszorként a háborúban. A németek általánosan úgy érezték, hogy a többi európai állam háború előtti hibás lépései miatt kiáltották ki bűnbaknak az országukat és emiatt külpolitikáját eleinte az elzárkózás jellemezte. Az ország háború okozójaként való egyoldalú megjelölése éles vitákat (Kriegsschulddebatten) váltott ki német földön. A szerződést a weimari nemzetgyűlés által delegált Hermann Müller és Johannes Bell írta alá és ez táptalajt adott a Paul von Hindenburg és Erich Ludendorff tábornagyok, majd később Adolf Hitler által propagált „tőrdöfés-legendának”. A mai történészek összetettebbnek értékelik az első világháború okait annál, mint ahogy az a békeszerződésben szerepel. A 231. cikkely ez alapján nem a történelmi eseményeket volt hivatott értékelni, hanem a Német Birodalom számára hátrányos békefeltételeket igyekezett jogilag és morálisan legitimizálni. Erre alapozva a Német Birodalomnak a javakban és emberéletben okozott károkat anyagilag kellett megtérítenie, melyeket főként Franciaország területén okoztak. A versailles-i szerződés így a Német Birodalomra hárította a háborús károk jóvátételét, mely összeget ekkor még nem állapítottak meg. A Német Birodalom képviselői emiatt nem csupán az önigazolás miatt tiltakoztak a 231. cikkely ellen, hanem azért is, hogy az ellenséges követelések morális alapját aláaknázzák. A jóvátétel az új köztársaságot terhelte és az 1923-ig tartó hiperinfláció egyik okozója volt.

### Területi rendelkezések
Németországnak számos területéről le kellett mondania, így Észak-Schleswigről – a hadba nem lépő – Dánia javára, Nyugat-Poroszország és Posen tartományokról valamint a felső-sziléziai szénbányászati körzetről és Szilézia kisebb határ menti részeiről Lengyelország javára. Ezenkívül a Hultschiner Ländchen az újonnan létrehozott Csehszlovákiához került. Nyugaton Elzász-Lotaringia birodalmi tartományt csatolták el Franciaországhoz, Belgium pedig a szintén túlnyomórészt német ajkú Eupen-Malmedy körzetet kapta meg. A Német Birodalom területének összesen 13%-át (65 000 km2), lakosságának 10%-át (7 millió fő) veszítette el. Emellett összes gyarmati területét a Népszövetség alá rendelték, amely azt mandátumterületekre osztva a győztes hatalmaknak adta át. A Német Birodalomnak el kellett ismernie Ausztria szuverenitását. A Német-Ausztria által szorgalmazott egyesülést a Birodalommal a versailles-i egyezmény 80. pontja tiltotta meg. Az egyesülés  tilalmát a német-osztrákokkal kötött saint-germaini békeszerződés 88. cikkelye is tartalmazta.

#### A versailles-i béke általi német területveszteségek

##### Gyarmatok szétosztása

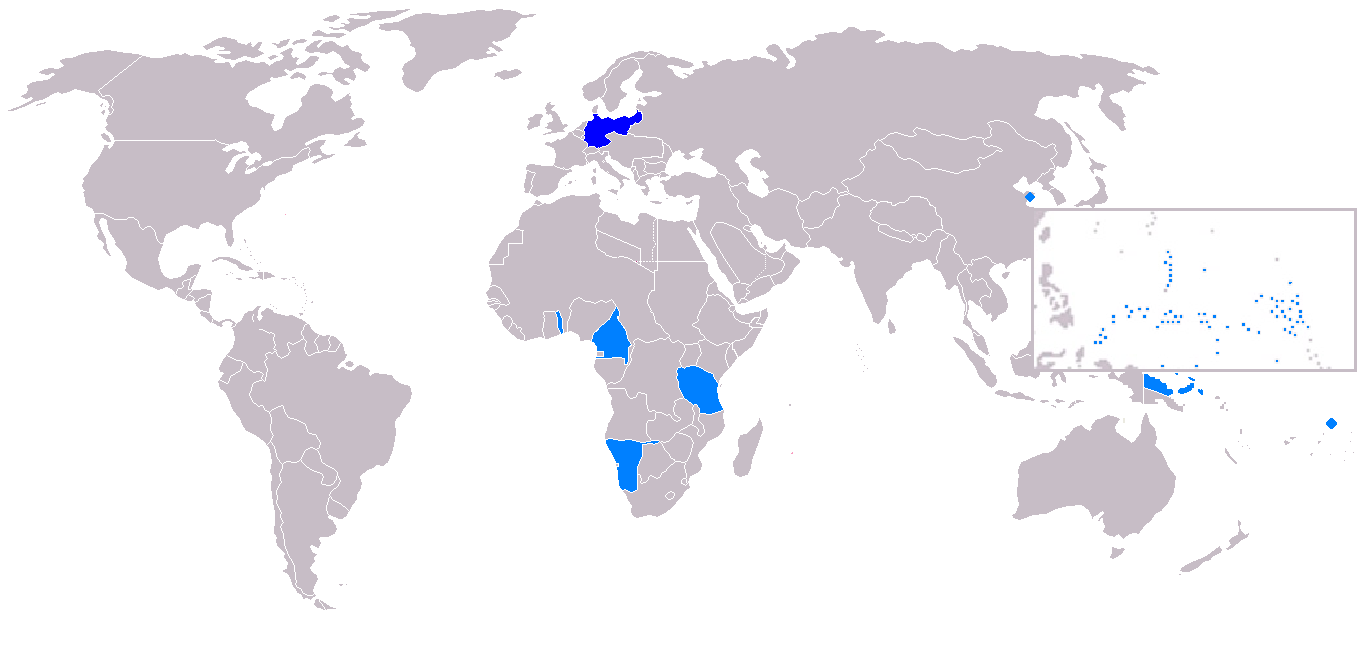
Németország és gyarmatai

Az európai háborúk gyarmatokra való kiterjesztését tiltó nemzetközi egyezmények ellenére az antant a konfliktus elején támadást intézett a csekély védelemmel ellátott német gyarmatok ellen és bár Afrikában a háború végéig voltak harcok, azok területét hamar megszállták.
A szerződés 119. cikkelye Németországot a gyarmatairól (pontosabban védnöksége alatt álló területeiről) való lemondásra kötelezte, a 22. cikkely pedig a Népszövetség felügyelete alatti mandátumterületekké tette őket, melyeket a győztes hatalmak vonhattak ellenőrzésük alá. Az osztozkodás során a következő eredmény született:
- Franciaország kapta meg Togót és Kamerunt.
- Belgium Német Kelet-Afrika (Tanganyika, mai Tanzánia) Kongóval határos részén kapta meg Ruanda-Urundit.
- Dél-Afrika kapta meg Német Délnyugat-Afrika (mai Namíbia) teljes területét.
- Nagy-Britannia kapta meg Német Kelet-Afrika zömét.[37][38][39]
- Portugália a Portugál-Afrika területére való német betörés okozta károk enyhítésére Német Kelet-Afrikából annak Mozambikkal határos részén a Kionga-háromszöget kapta meg.[40]
- Japán kapta meg Németország korábbi koncesszióit a kínai Santung-félszigeten. Ez a döntés, mely figyelmen kívül hagyta azt a kínai követelést, hogy a terület kerüljön vissza Kínához, vezetett el a május 4-ike mozgalomhoz és azt eredményezte, hogy Kína 1921. május 20-án különbékét kötött Németországgal. Japáné lett továbbá az összes német csendes-óceáni gyarmat az Egyenlítőtől északra.
- Ausztrália kapta meg az összes német gyarmatot az Egyenlítőtől délre egy kivételével.
- Új-Zéland kapta meg Német Szamoát.[38][41]

##### Azonnali hatállyal elkobzott területek (népszavazás nélkül)

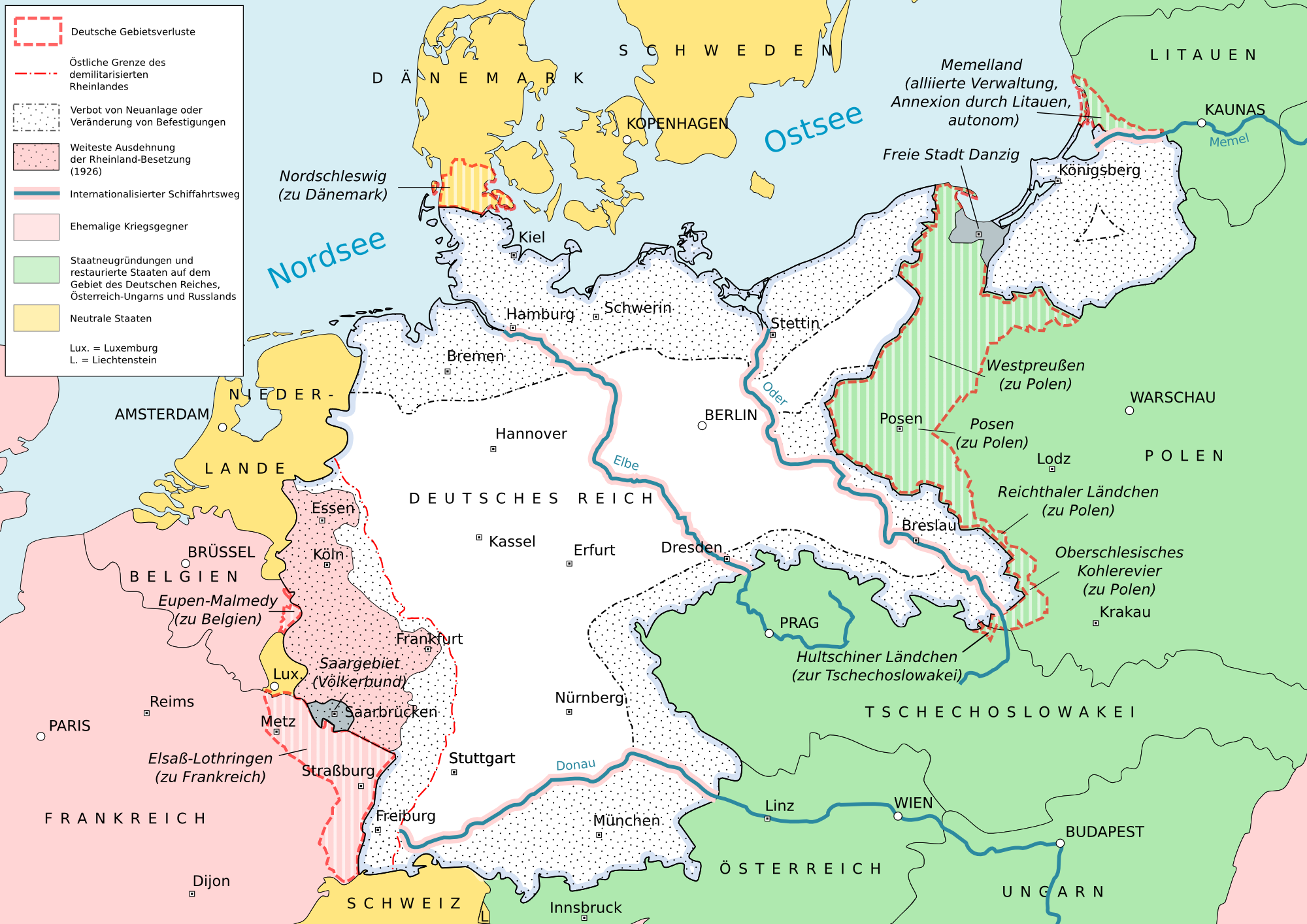
Német területveszteségek Európában a versailles-i szerződés következtében

- Elzász-Lotaringia (Franciaország annektálja)
- Nyugat-Poroszország csaknem teljes területét Lengyelország kapja meg. A terület korábban a 10. századtól 1308-ig, majd 1466-tól 1772-ig a Lengyel Királysághoz tartozott. Az elkobzott terület nem foglalta magába Danzig Szabad Város területét, Merienwerdert, Elbingi járás Nogattól keletre eső részét, a Deutsch Krone-i, Flatow-i és Schlochaui járásokat.
- Posen tartomány Lengyelországhoz került. Ez a terület a 9. századtól 1793-ig, majd a Varsói Hercegség idején (1807–1815) volt Lengyelország része Nagy-Lengyelország történelmi néven. A tartomány két német ajkú nyugati peremrésze Németországnál maradt.
- Neidenburgi járás (Kelet-Poroszorzág) déli fele Lengyelországhoz,
- Reichthaler Ländchen Lengyelországhoz,
- Alsó-Szilézia kisebb határ menti sávjai szintén Lengyelországhoz kerültek
- A Hultschiner Ländchen Csehszlovákiához került.

##### A versailles-i szerződés alapján népszavazás útján elcsatolt területek

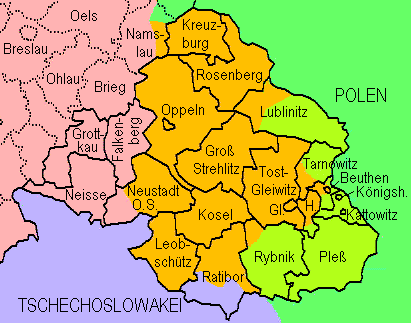
Népszavazás Felső-Sziléziában 1921-ben
Összefüggő vonal = 1918-as államhatár és a felső-sziléziai járások,
pontozott vonal = alsó-sziléziai járások,
lila = Csehszlovákia a Németországtól szerzett területtel,
zöld = Lengyelország a Németországtól népszavazás nélkül megszerzett területekkel,
sárgászöld = a népszavazás révén Lengyelországhoz csatolt területek,
narancs = a népszavazás után Németországnál maradt területek

- Észak-Schleswig háromnegyedes többséggel a Dániához való csatlakozás mellett döntött; Schleswig déli részén a szavazók 80%-a ugyanakkor a Németország mellett való maradást részesítette előnyben.[m 6]
- Az 1920. március 20-án a Felső-Sziléziában megtartott népszavazás során a területet antant-csapatok tartották megszállás alatt, hogy a német hatóságok ne fejthessenek ki nyomást a lengyel opcióval szemben. A szavazók 60%-a a Német Birodalomban való maradás mellett döntött. Miután Felső-Sziléziában erőszakos felkelés tört ki, mely a német Freikorps ellenállásán megtört, a szövetségesek legfőbb tanácsa 1921 októberében úgy döntött, hogy megosztja a szavazókörzetet.[42] Ennek lehetőséget a versailles-i egyezmény is kifejezetten magában foglalta. Így Felső-Szilézia területének egyharmada, ahol a Lengyelország melletti voksok voltak többségben, 1922. június 22-én elcsatolásra került. A leválasztott területen termelték ki a német kőszén egynegyed részét. Ez a döntés sok németet elkeserített, mivel a terület kettéosztásáról csak a szavazás után döntöttek és így az iparilag fontosabb területek Lengyelországhoz kerültek.[43] A szavazati többségek területi heterogenitása miatt számos település a szavazók akarata ellenére is Lengyelországhoz került. Tovább fokozta az elkeseredettséget a határok mesterkélt meghúzása a sűrűn lakott területen azáltal, hogy az részben ipari létesítményeket és bányákat is kettéosztott.
- Eupen-Malmedy valamint az eddigi Neutral-Moresnet Belgiumhoz került. Eredetileg ezeken a területeken nem tartottak népszavazást, de egy későbbi időpontban megtartott népszavazással megerősítették a Belgiumhoz való tartozást. A két oldal véleménye jelentősen eltért annak megítélésében, hogy ez a népszavazás mennyire volt korrekt vagy sem. Az elcsatolt területhez tartoztak vallonok lakta részek (Malmedy, Weismes), de voltak köztük németlakta területek is, mint Eupen és Sankt Vith. Utóbbiak képezik napjainkban Belgium németlakta vidékét.

##### A versailles-i szerződés alapján kiírt népszavazás útján Németországnál maradt területek
- Dél-Schleswig
- Felső-Szilézia nyugati fele, benne a szavazási területhez hozzácsapott része az alsó-sziléziai Namslaui járásnak (a szavazási terület kétharmad része)
- Nyugat-Poroszország kilenc járása a lengyel „korridor” keleti és nyugati felén
- Kelet-Poroszország déli része leszámítva a Neidenburg járáshoz tartozó Soldaut, (mely a Danzigot Varsóval összekötő vasút egyik csomópontja volt és ezért nem írtak ki itt népszavazást)

##### A Népszövetségnek alárendelt terület

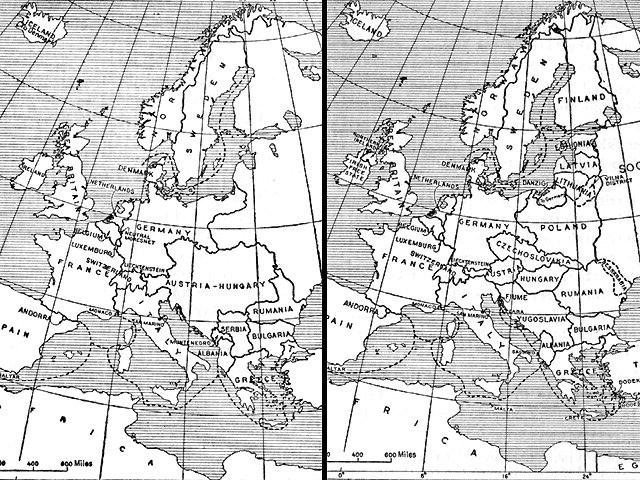
Európa térképe
a) az első világháború előtt
b) a Párizs környéki békék után

- A Saar-vidék, melynek szénkitermelése a Franciaországhoz került (kárpótlásul a németek által elpusztított francia szénbányákért), a Népszövetség fennhatósága alá került. 15 év eltelte után kellett volna a népszavazással dönteni a hovatartozásáról. A szavazásra 1935. január 13-án került sor és a nagy többség a Németország mellett való maradásra voksolt.
- Danzigot és környékét szabad várossá nyilvánították és a Népszövetség irányítása alá helyezték. A várost a lengyel vámterülethez osztották be és külpolitikailag Lengyelország képviselte.
- A Memel-vidéket a Népszövetség irányítása alatti francia prefektusok alkotta saját állami tanács alá helyezték és a területet 1923. január 10-én Litvánia szállta meg. 1924-ben a Népszövetség által meghozott Memel-konvenció mint autonóm vidéket litván állami felségjog alá helyezte.[42]
- Németország gyarmatai.

##### Meghatározott időre az antant által megszállt területek
- Rajna-vidék; a terület kiürítésére legkésőbb 1935-ben kellett sor kerüljön. Ezt a határidőt az angolszász hatalmak csak nehezen tudták elfogadtatni Franciaországgal, melynek eredeti célja a terület annektálása volt. Franciaország biztonságát hogy a népek önrendelkezési jogának ilyen kirívó megszegése nélkül szavatolhassák, az Egyesült Államok és Nagy-Britannia  olyan garanciális egyezményt kötött a francia köztársasággal, amely minden Franciaország ellen indított német támadást casus belliként határozott meg. A versailles-i szerződés ratifikálásának amerikai kongresszus általi megtagadásával együtt az Egyesült Államok ezt a garanciális egyezményt is visszautasította, ami után a britek is visszaléptek tőle.

#### A területi veszteségek hatása az állampolgárságra
A békeszerződés 91. cikkelye értelmében a Német Birodalom azon lakosai, akik lakhelye az újra létrehozott lengyel államnak adott területen volt, jogilag lengyel állampolgárokká váltak és ezzel elvesztették német állampolgárságukat. A szerződés hatályba lépése utáni két évben az itteni 18 év feletti német állampolgárságú lakosoknak jogukban állt a német állampolgárságot választani. Minden személy, aki élt ezzel a választási lehetőséggel, tizenkét hónapon belül szabadon áthelyezhette lakhelyét abba az országba, melynek az állampolgárságát választotta. Ennek során minden ingóságát vámmentesen magával vihette. Azon ingatlanjaikat megtarthatták, melyeket a választásuk előtt a másik ország területén birtokoltak.
Ezen rendelkezéseknek a belpolitikai jogba való átültetése a következő évek során jelentős vándorlást idézett elő Lengyelország és a Német Birodalom között. Sok német, aki nem akarta elveszíteni az állampolgárságát és a Birodalomhoz tartozó akart maradni, kényszerítve érezte magát szülőföldje elhagyására és telkei eladására, hogy a Német Birodalom területén újra felépíthesse egzisztenciáját. Lengyelország a háború utáni zavaros időszakban átmenetileg elvándorolt személyeket hallgatólagos választóknak vette, még akkor is, ha ezek a németek még nem is döntöttek a német állampolgárság mellett vagy az ellen. Az ekénti kivándorlás a lengyel ingatlanpiacon az árak csökkenését idézte elő, így a területeiket eladó személyeket vagyoni veszteségek érték.
A bécsi egyezmény következményeként 1924 és 1926 nyara között – részben önként, részben kényszer hatására – 26 000 német hagyta el lengyel állam területét. A Német Birodalom rosszul volt felkészülve ezen emberek fogadására. Többségüket egy Schneidemühl melletti táborban helyezték el.

### Katonai korlátozások

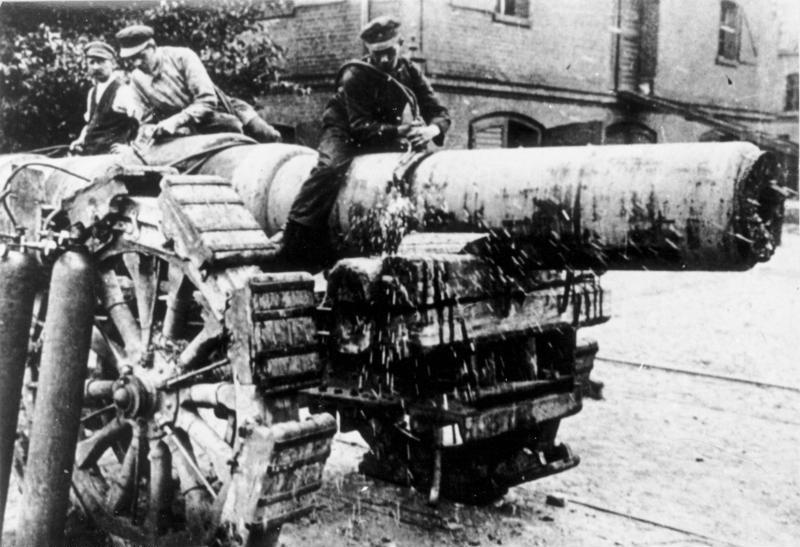
Egy nehéz löveg feldarabolása (1919-20)

A békeszerződés ötödik részének bevezetője, mely a „Rendelkezések a szárazföldi haderő, tengeri hatalom és légi közlekedés” címet kapta (159–213. cikkelyek), kifejtette, hogy Németország „az összes nemzet fegyverkezésének általános mérséklését lehetővé téve” a következő rendelkezések pontos betartása mellett kötelezi el magát:
- hivatásos hadsereget tart fenn, melynek létszáma legfeljebb 100 000 főből áll, beleértve a legfeljebb 4000 tisztet
- megszünteti az általános hadkötelezettséget
- feloszlatja a fővezérkart (Großer Generalstab)
- a szolgálati idő egyszeri 12 évben maximálása; évente az emberállomány legfeljebb 5%-a válhat ki a hadsereg kötelékéből (ezáltal igyekezvén megakadályozni a rejtett hadkötelezettség bevezetését)[48]
- a katonai egyesületek betiltására, katonai missziók kiküldésének és mozgósítási intézkedések tilalmára
- a haditengerészet (Reichsmarine) állományának 15 000 főre való maximálására, melyhez hat páncélos hajó, hat cirkáló, 12 romboló és 12 torpedónaszád tartozik[49]
- nem tart állományban nehézfegyvereket, mint tengeralattjárókat, harckocsikat és csatahajókat
- a vegyi fegyverek tilalmára
- a fegyverállomány 102 000 lőfegyverre és 40 800 000 lőszerre való korlátozására
- a légierő újjászervezésének tilalmára
- a Rajna-vidék és a Rajna keleti partján egy 50 km széles sáv demilitarizálására[50]
- erődítések létrehozásának tilalmára az országhatár mentén
- a Balti- és az Északi-tenger között erődítmények létrehozásának és tüzérségi eszközök telepítésének tilalmára
- továbbiakban minden olyan intézkedés megtiltatott, melyek egy háborúra való felkészülést szolgálhatták. Ez többek között a Német Vöröskereszt tevékenységére is hatással volt, amely ezt követően eredeti feladatát a háttérbe kellett szorítsa.

A szerződés 177. cikkelye számos hadfelszerelés átadását illetőleg a polgári tulajdonban lévők bejelentésének kötelezettségét tartalmazta. A Reichstag emiatt 1920. augusztus 5-én többséggel a fegyvertartás tilalma (Entwaffnungsgesetz) mellett döntött.
A 203. cikkelytől a 210. cikkelyig a szerződés a szövetséges felügyelőbizottságok (Interalliierten Überwachungsausschüsse) felállítása és annak munkája kerül ismertetésre. Ezek a szerződés pontjainak érvényesítését voltak hivatottak felügyelni.

### Gazdasági rendelkezések és a jóvátételek

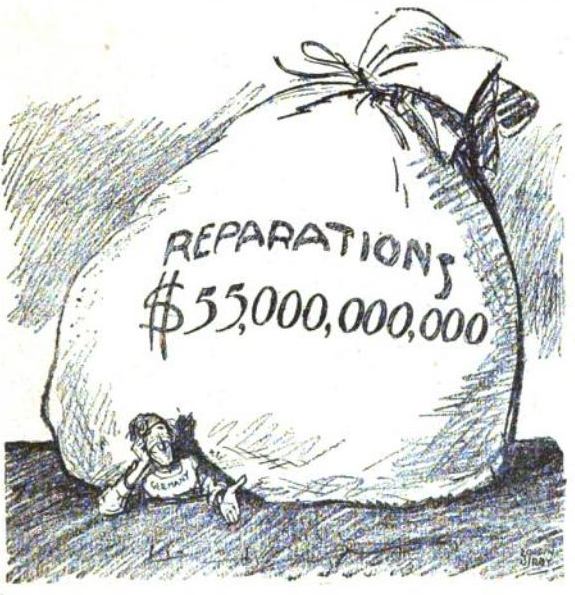
„Lássuk összegyűjtöd-e?” Amerikai karikatúra a német jóvátétel megállapításáról (1921)

Németországot pénzbeli és eszközbeli jóvátételre kötelezték, melynek végső összegét később a jóvátételi bizottság volt hivatott megállapítani. Az első, 20 milliárd aranymárkát kitevő részletét 1921 áprilisáig kellett megfizeni. 1921-ben a német jóvátételt 132 milliárd márkában határozták meg, ami 31,4 milliárd amerikai dollárnak avagy 6,6 milliárd angol fontnak felelt meg (2019-es árfolyamon számolva 442 mrd $, 284 mrd £). Egyes közgazdászok, köztük John Maynard Keyes túlzónak találta a szerződést és kontraproduktívnak vélte az általa „karthágói béke” névvel illetett tervezetet.
Ezenkívül a német kereskedelmi flotta méretének csökkentését is előírták. A nagy német belföldi vízi utakat, név szerint az Elba, Odera, Duna és a Memel folyók vízi útjait nemzetközi útvonalakká nyilvánították. Németországnak öt éven át egyoldalúan a legnagyobb kedvezmény elvét kellett alkalmaznia a győztes hatalmakkal szemben. A 274. ún. „pezsgőparagrafusban” (Champagnenparagraph) előírták, hogy a nevükben a győztes országokra utaló termékek nevét csak abban az esetben lehet használni, ha azok ténylegesen is az adott régióból származtak. Ezután a konyakot és a pezsgőt csak akkor forgalmazhatták a bevett francia eredetű megjelölésük (Cognac ill. Champagne) szerint, ha azok ténylegesen Franciaországból származtak. (Amúgy a Branntwein ill. a Schaumwein szóval jelölhették azokat.) Luxemburgnak fel kellett mondania az eddig fennálló vámunióját Németországgal.

### Népszövetség

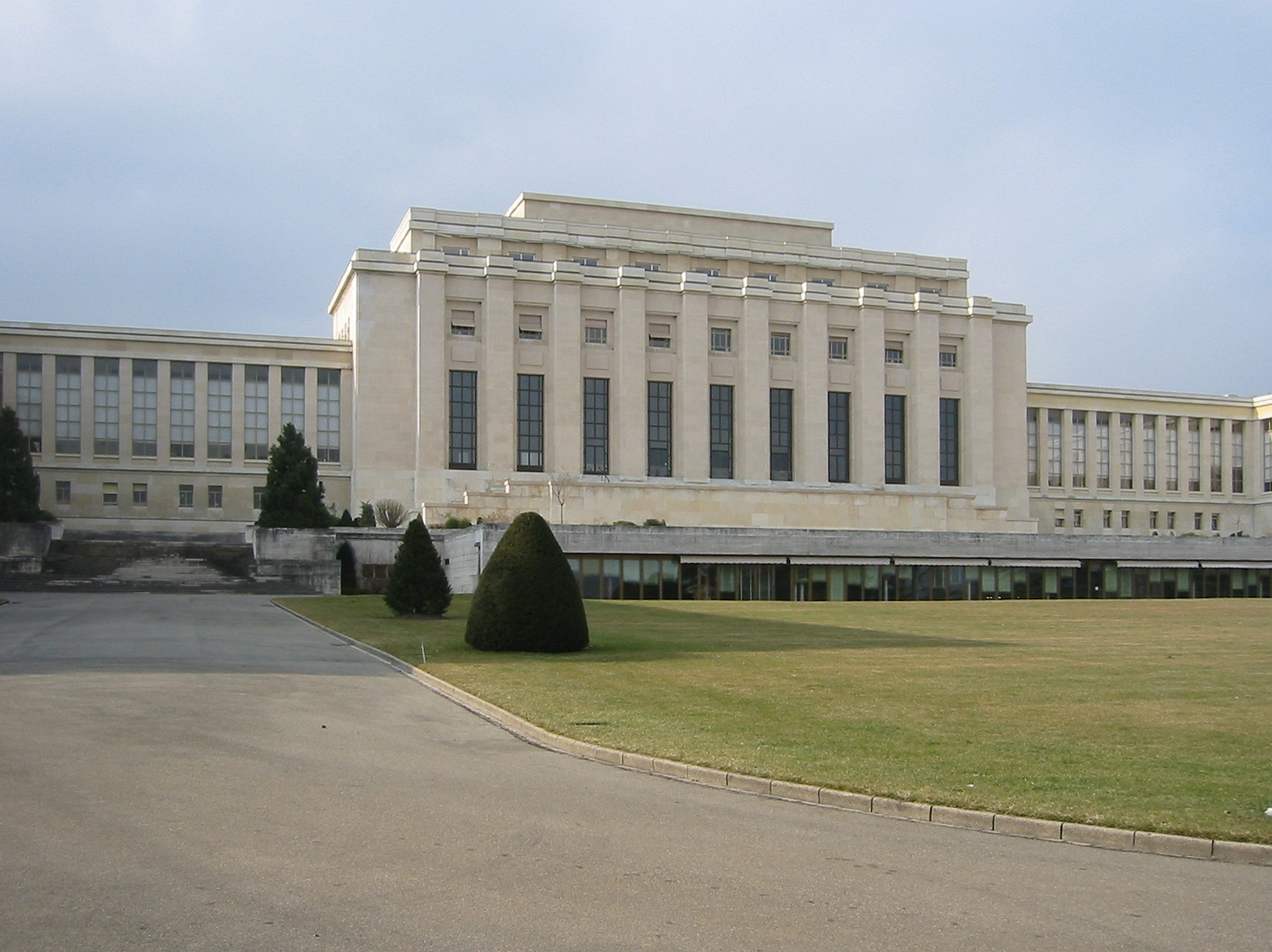
A Népszövetség palotája Genfben

A szerződés rendelkezett a Népszövetség felállításáról, ami Wilson amerikai elnök egyik kinyilvánított célja volt. Ez a szövetség az Egyesült Nemzetek Szervezetének (ENSZ) volt az elődje, melyet a második világháború után hoztak létre. Németország ebben a szervezetben 1926-ig nem volt tag.

### A Nemzetközi Munkaügyi Szervezet felállítása
A versailles-i szerződés XIII. fejezete életre hívta a mindmáig meglévő Nemzetközi Munkaügyi Szervezetet. Ezen szervezetet megemlíti a többi Párizs környéki béke is. Ez volt az első alkalom, hogy a munka világának problémakezelését a nemzetközi jogrendszer szintjére emelték. A versailles-i szerződés ennek révén a klasszikus békeszerződések szabályozásain is túlmegy.

### Garanciális rendelkezések

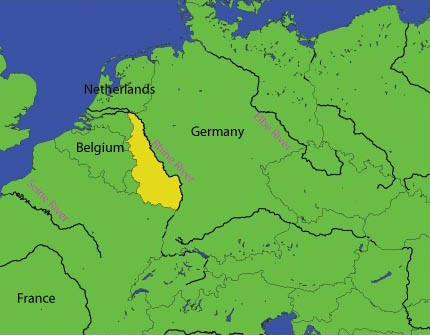
A Rajna-vidék sárga színnel jelölve

A benne foglaltak betartatására a szerződés a Rajna bal partjának megszállásáról rendelkezett, továbbá Köln, Koblenz és Mainz városoknál a folyó jobb partján is hídfőket létesítettek. Ezeket a szerződés ratifikálása után 5, 10 illetve 15 évvel kellett felszámolni (428–430. cikkelyek).

## Következmények

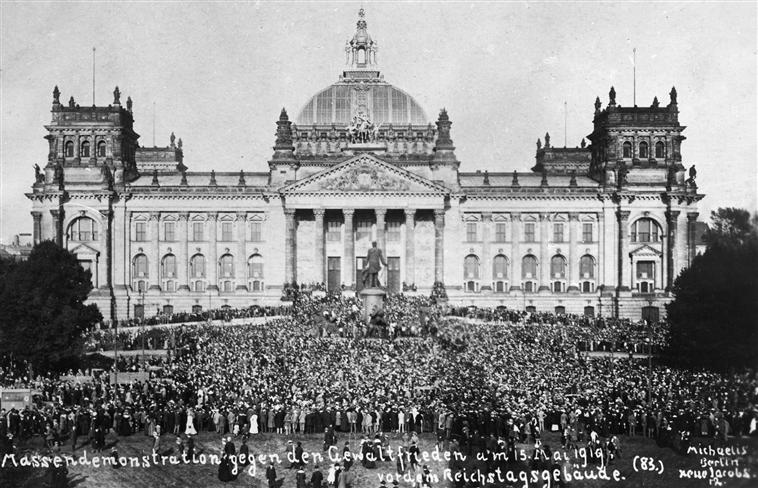
Tömegdemonstráció a versailles-i szerződés ellen a Reichstag épülete előtt 1919-ben

Németország a területi veszteségei révén a gazdasági erejéből is sokat veszített. Különösen a nehéziparát érték nagy veszteségek. A vasérclelőhelyeinek 80%-át, a cinklelőhelyek 63%-át, a szénkitermelésének 28%-át veszítette el valamint a kohóinak 40%-át. Nyugat-Poroszország és Posen elvesztése a mezőgazdaságilag hasznosítható terület 15%-os, a gabonatermés 17%-os és a haszonállatok számának 12%-os csökkenését jelentette. Ezt a kiesést a német mezőgazdaság nehezen tudta kiheverni. Németország 7 millió lakost veszített, ami a korábbi lakosságszám 11%-át tette ki. Közülük mintegy egymillióan áttelepültek a Birodalomba, főként Elzász-Lotaringiából és a Lengyelországhoz csatolt területekről. A kereskedelmi flotta 90%-ának valamint a teljes külhoni vagyon elvesztése erősen korlátozta a német külkereskedelmet.
Mivel a fegyveres erők állományát a 159. cikkely alapján 115 000 főben maximálták (100 000 fő a szárazföldi hadseregnél és 15 000 fő a haditengerészetnél), az ország nem lett volna képes ellenállni az antant inváziójának.
Már az 1921-es londoni ultimátumban azzal fenyegetőztek az antanthatalmak, hogy megszállják a Ruhr-vidéket, majd 1923-ban francia és belga csapatok ténylegesen meg is szállták a területet. Több történész is a szerződés alapproblémájának tartotta, hogy egyszerre két célt igyekezett elérni: egyrészt a Wilson által hangoztatott népek önrendelkezéshez való jogát, másrészt a győztes hatalmak – főként Franciaország – azon törekvését, hogy Németországot végképp meggyengítsék.
Sebastian Haffner brit–német újságíró a második világháború után azt írta, hogy a Német Birodalom még mindig legerősebb és a központi fekvése révén a kontinens stabilitása számára nélkülözhetetlen európai hatalma „sem a hatalmától nem volt tartósan megfosztva, sem tartósan nem volt integrálva”.
A „karthágói békeként” is emlegetett versailles-i békeszerződés Németország számára túl kemény volt ahhoz, hogy egy politikai egységként és gazdasági nagyhatalomként megmaradó ország tartósan el tudja fogadni. Ugyanakkor elég nagy ereje volt ahhoz, hogy a német kormányzat 20 évvel később a visszavágás gondolatát a politikájába átültesse és ami által Európát a második világháború katasztrófájába vigye. Foch marsall a szerződés megkötésekor így nyilatkozott: „Ez nem béke. Ez egy fegyverszünet húsz évre.” – Foch a Német Birodalom szétverését akarta elérni.
John Maynard Keynes, a brit pénzügyi delegáció egyik képviselőjeként még a tárgyalások vége előtt visszalépett a megszabott békefeltételekkel szembeni tiltakozásul, melyekkel Németországot sújtották. Véleménye szerint a béke gazdasági következményei destabilizálnák a nemzetközi gazdasági kapcsolatokat és Németországban veszélyes társadalmi feszültségeket generálhat.

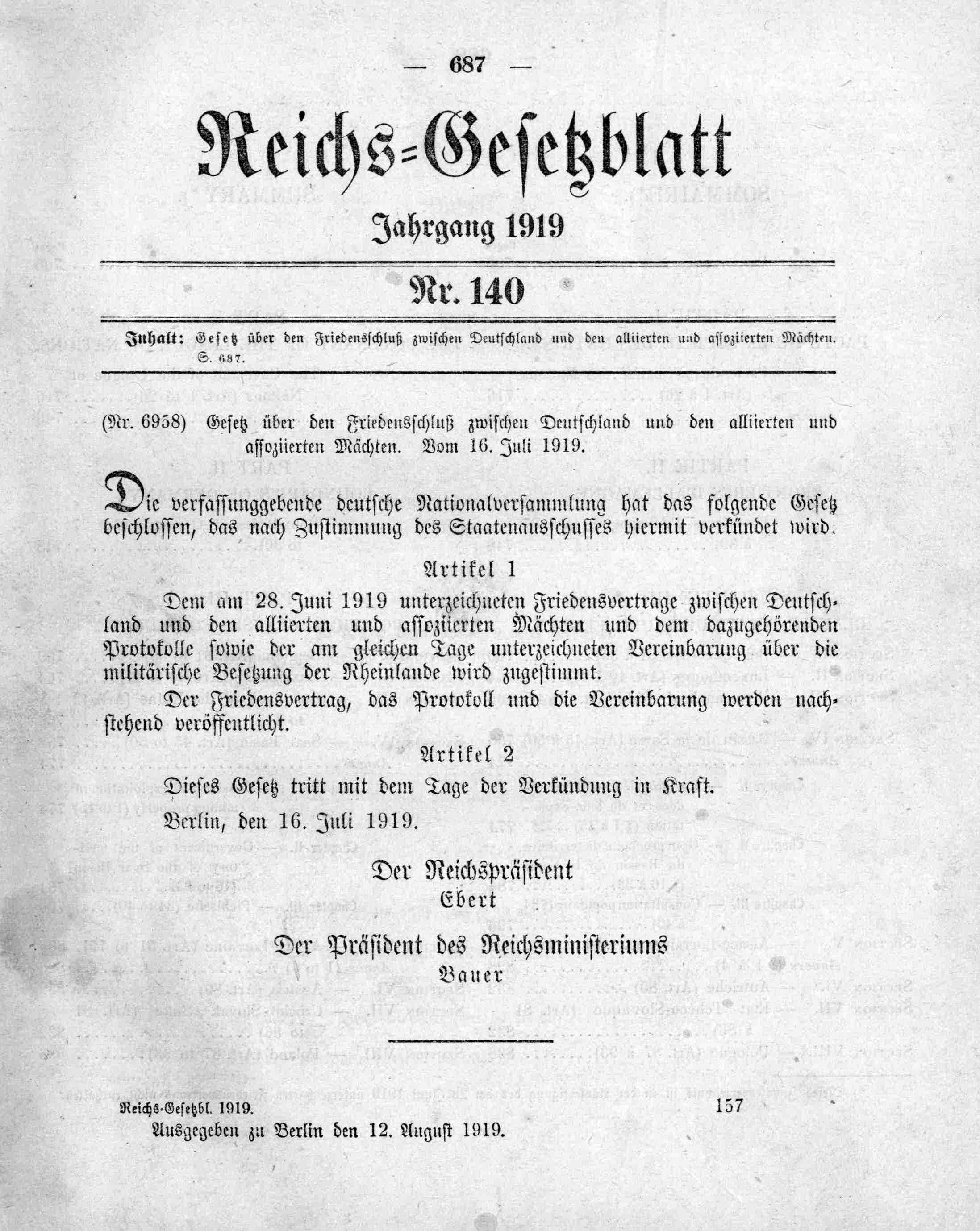
A békeszerződés teljes tartalmát ismertető német birodalmi közlöny (1919. augusztus 21.)

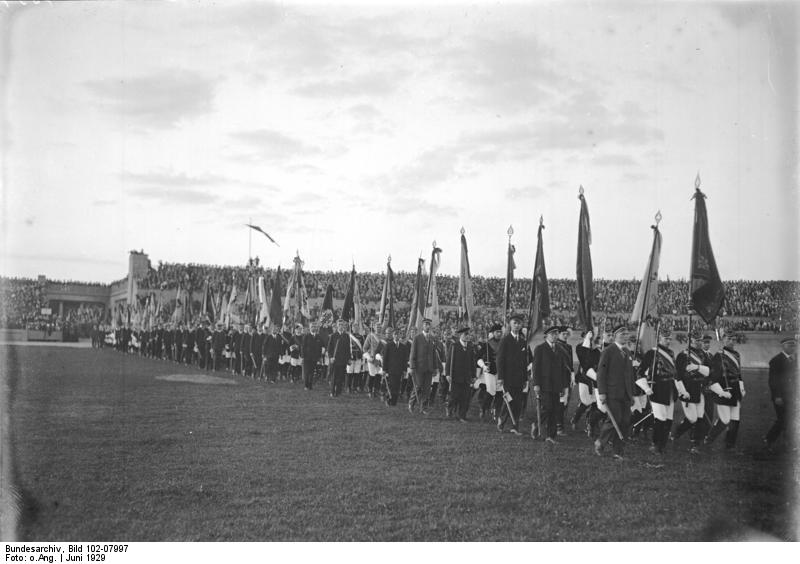
A versailles-i békeszerződés 10. évfordulóján 50.000 látogató részvételével tartott tüntetési felvonulás a berlini stadionban

A békefeltételeket Németországban meglepőnek és rendkívül keménynek érezték. A német társadalom sokáig úgy vélte, hogy a wilsoni tizennégy pont alapján enyhe feltételek mellett köthetnek békét, amely lényegében a háború előtti helyzetet (Status quo ante) állítja majd helyre. Ernst Troeltsch kultúrfilozófus azt írta, hogy Németország a „tűzszüneti periódus álomországában” találta magát, melyből a békefeltételek nyilvánosságra hozása ébresztette fel. E mellé jött a tény, hogy a győztes hatalmak Németországot kizárták a tárgyalásokról és csak annak végén engedélyezték számára írásbeli petíciók benyújtását. Emiatt a szerződést egyre inkább kezdték „versailles-i diktátum” névvel illetni. Ez a két tényező – Hans-Ulrich Wehler megfogalmazása szerint – hozzájárult ahhoz, hogy a kormányzat ellenállása a szerződéssel szemben „csaknem teljes egyetértéshez vezetett az egész országban”.
A következő évek során a szerződés revíziója a német külpolitika kinyilvánított célkitűzése volt. Nem fogadták el sem a „béke legitimációját” sem azt a tényt, hogy Németország a háborút katonailag veszítette el. A weimari köztársaság minden kormánya igyekezett valamilyen módon „Versailles béklyóitól szabadulni”, ami miatt szabályos „weimari revíziós szindrómáról” lehet beszélni. A létrejöttének jellege és tartalma – és főként a német lakosságú területek elcsatolása – miatt kialakuló revizionizmus hosszútávon rombolta a demokratikus nyugati hatalmak illetve az új német demokrácia tekintélyét odahaza.
Egyes történészek a szerződésben fontos okát látják a nemzetiszocializmus hatalomra jutásának. Theodor Heuss akkori liberális parlamenti képviselő 1932-ben megjelent Hitlers Weg (Hitler útja) című művében a következő tömör megállapítást tette: „A nemzetiszocialista mozgalom kiindulópontja nem München, hanem Versailles”.
Az ószövetséggel foglalkozó történész, Otto Procksch 1924. január 18-án a greifswaldi egyetemen tartott, „König und Prophet in Israel“ (Király és próféta Izraelben) című előadásában a professzori kar akkori nézetére jellemző szavakkal a következőket mondta:
„A Versailles név, mely felett egykor a császári korona lebegett, ma vért csorgat. Ugyanis Versailles-ból csak a bohócsipkát hoztuk mi haza és hadsereg nélkül, védtelenül, becsületünktől megfosztottak vagyunk. Egy évvel ezelőtt Franciaország megszegte a békeszerződést, de mi csak [jóvátételt] teljesítünk, teljesítünk, teljesítünk. Ha a német jelleg és a keresztény hit összefonódik, akkor megmenekülünk, akkor kezeinkkel dolgozni fogunk és várni fogjuk azt a napot, míg el nem jő a német hős, prófétaként vagy királyként.” 

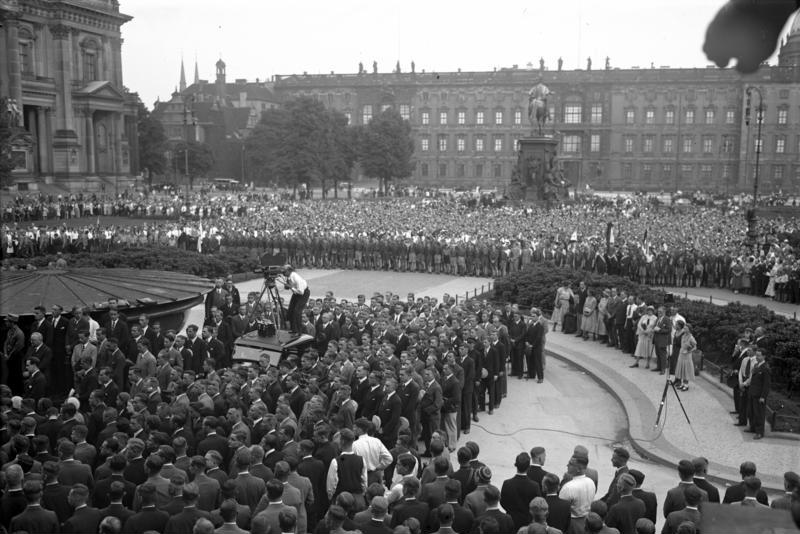
A versailles-i szerződés elleni tüntetés Berlinben, a Lustgartenben (1932)

A magas jóvátételi követelésekre és a ruhr-vidéki ipari létesítmények leszerelésére a birodalmi kormányzat megpróbált általános sztrájk meghirdetésével reagálni, amit folyamatos pénznyomtatással igyekezett megtámogatni. Ez az inflációt hiperinflációvá gerjesztette, ami a népesség nagy részét nyomorba taszította. Ez az által jöhetett létre, hogy a hadikölcsönök, amikkel a Császárság a háborús erőfeszítéseket finanszírozta, a katonai vereség miatt nem rendelkeztek mögöttes tartalommal. Az infláció alatt és után Németország egyre inkább külföldi kölcsönöktől kezdett függni, főleg az Egyesült Államoktól felvettektől. Az Egyesült Államokból kiinduló nagy gazdasági világválság Németországot rendkívül keményen érintette, mivel a gazdasága jobban össze volt fonódva az amerikaival, mint más államoké.
A versailles-i szerződés jelentős gazdasági következményeit és Németország külpolitikai elszigeteltségét Walther Rathenau kancellár a rapallói egyezménnyel igyekezett enyhíteni. Ebben normalizálták a Szovjetunióval való viszonyt és kölcsönösen lemondtak az egymással szembeni követelésekről.
A szerződés okozta problémák a locarnói egyezményekhez vezettek, melyek javították Németország és az európai hatalmak közötti viszonyt. A jóvátételi rendszer újratárgyalása a Dawes-tervhez és a Young-tervhez, majd az 1932-es lausanne-i konferencia során a jóvátétel fizetésének felfüggesztéséhez vezetett.
Hitler a hatalomra jutását követő első években a versailles-i szerződés utolsó pontjainak a hatályon kívül helyezésével, többek között az újrafegyverkezéssel és a Rajna-vidék megszállásával, nagy belpolitikai presztízsre tett szert. Az Egyesült Államok ezt követően távol maradt az európai politikától, ennek hatására Nagy-Britannia és Franciaország a megbékítés politikája (appeasement) mellett döntött.

## A „kis versailles-i szerződés”
Az itt ismertetett versailles-i szerződésen kívül létezik egy másik, a Párizs környéki békeszerződésekhez  tartozó, kevésbé ismert szerződés is ezen a néven (németül: der kleine Vertrag von Versailles). E névvel illetik a szintén ugyanezen a napon (1919. június 28.) köttetett lengyel kisebbségi szerződést (polnischer Minderheitenvertrag), mely az első olyan nemzetközi szerződés, amelyik konkrétan a nemzeti kisebbségek védelmére kidolgozott pontokat tartalmaz.

## Fordítás
- Ez a szócikk részben vagy egészben  a   Friedensvertrag von Versailles című német Wikipédia-szócikk ezen változatának fordításán alapul.  Az eredeti cikk szerkesztőit annak laptörténete sorolja fel. Ez a jelzés csupán a megfogalmazás eredetét és a szerzői jogokat jelzi, nem szolgál a cikkben szereplő információk forrásmegjelöléseként.
- Ez a szócikk részben vagy egészben  a   Treaty of Versailles című angol Wikipédia-szócikk ezen változatának fordításán alapul.  Az eredeti cikk szerkesztőit annak laptörténete sorolja fel. Ez a jelzés csupán a megfogalmazás eredetét és a szerzői jogokat jelzi, nem szolgál a cikkben szereplő információk forrásmegjelöléseként.

### Német nyelvű Wikipédia forrásai
- Manfred F. Boemeke, Gerald D. Feldman, Elisabeth Glaser (Hrsg.). The Treaty of Versailles. A Reassessment after 75 Years. New York: Cambridge University Press (1998)
- Eckart Conze: Die große Illusion. Versailles 1919 und die Neuordnung der Welt. Siedler Verlag, München 2018, ISBN 978-3827500557.
- Wolfgang Elz: Versailles und Weimar. In: APuZ. 50–51/2008, S. 31–38.
- Sebastian Haffner, Gregory Bateson. Der Vertrag von Versailles. Berlin: Ullstein Verlag (1988)
- Bruce Kent. The Spoils of War. The Politics, Economics and Diplomacy of Reparations 1918–1932. Oxford: Clarendon (1989)
- Eberhard Kolb. Der Frieden von Versailles. München: Verlag C.H. Beck (2005)
- Hans-Christof Kraus. Versailles und die Folgen. Außenpolitik zwischen Revisionismus und Verständigung 1919–1933. Berlin: be.bra Verlag (2013)
- Gerd Krumeich: Die unbewältigte Niederlage. Das Trauma des Ersten Weltkriegs und die Weimarer Republik. Verlag Herder, Freiburg im Breisgau 2018, ISBN 978-3451399701.
- Gerd Krumeich (Hrsg.). Versailles 1919. Ziele – Wirkung – Wahrnehmung. Essen: Klartext Verlag (2001)
- Peter Krüger. Versailles – Deutsche Außenpolitik zwischen Revisionismus und Friedenssicherung. München: Deutscher Taschenbuch-Verlag (1986)
- Jörn Leonhard: Der überforderte Frieden. Versailles und die Welt 1918-1923. Verlag C.H. Beck, München 2018, ISBN 978-3406725067.
- Margaret MacMillan. Die Friedensmacher. Wie der Versailler Vertrag die Welt veränderte. Berlin: Propyläen (2015)

### Angol nyelvű Wikipédia forrásai
- Albrecht-Carrie, Rene (1940), "Versailles Twenty Years After", Political Science Quarterly (The Academy of Political Science) 55 (1):  1–24, DOI 10.2307/2143772
- American Soldiers Overseas: The Global Military Presence, Perspectives on the Twentieth Century. Praeger; First Edition (2004). ISBN 978-027597354-4
- Shatterzone of Empires: Coexistence and Violence in the German, Habsburg, Russian and Ottoman Borderlands. Indiana University Press (2013). ISBN 978-025300635-6
- The Origins of the Second World War in Europe (2nd Edition). Pearson [1986] (1997). ISBN 978-058230-470-3
- A Concise History of Austria, Cambridge Concise Histories. Cambridge University Press (2007). ISBN 978-052147-886-1
- Cambridge History of the British Empire Volume 3, The Empire Commonwealth 1870-1919 (volume 3). Cambridge University Press (1959). ISBN 978-052104-512-4
- Germany After the First World War. Oxford University Press, USA (1993). ISBN 978-019821-938-5
- Versailles: A Reassessment after 75 Years, Publications of the German Historical Institute. Cambridge University Press (1998). ISBN 978-052162-132-8
- The Enduring Vision: A History of the American People, Volume 2: From 1865. Cengage Learning (2009). ISBN 978-054722-278-3
- Germany and Eastern Europe: Cultural Identities and Cultural Differences, Yearbook of European Sutdies. Rodopi Bv Editions (1999). ISBN 978-904200688-1
- The Treaty of Versailles, 1919: A Primary Source Examination of the Treaty That Ended World War I, Primary Sources of American Treaties. Rosen Central (2006). ISBN 978-140420-442-3
- A School for Diplomats: the Paris Peace Conference of 1919. University Press of America (1997). ISBN 978-076180-755-1
- The Collapse of British Power. Prometheus Books (1986). ISBN 978-039103-439-6
- The Second World War: A Military History. Thomas Dunne Books (2011). ISBN 978-031-257709-4
- Europe at War 1939-1945: No Simple Victory. Pan Books (2007). ISBN 978-033035-212-3
- Survival and Consolidation: The Foreign Policy of Soviet Russia, 1918-1921. Mcgill Queens University Press, First Edition (1992). ISBN 978-077350828-6
- Duff, John B. (1968), "The Versailles Treaty and the Irish-Americans", The Journal of American History (Organization of American Historians) 55 (3):  582–598, DOI 10.2307/1891015
- In Hitler's Shadow. Pantheon; 1st edition (1989). ISBN 978-067972-348-6
- Ferguson, Niall. The Pity of War: Explaining World War I. Allen Lane (1998). ISBN 978-0-713-99246-5
- Nazi Germany: A New History. New York: Continuum (1995). ISBN 978-0-82640-797-9
- Historical Dictionary of U.S. Diplomacy from World War I through World War II, Historical Dictionaries of Diplomacy and Foreign Relations. Scarecrow Press (2010). ISBN 978-081085-606-6
- Eastern Europe: An Introduction to the People, Lands, and Culture. ABC-CLIO (2004). ISBN 978-157607-800-6
- The Cambridge Historical Encyclopedia of Great Britain and Ireland. Cambridge University Press (1990). ISBN 978-052139-552-6
- Hantke, Max & Spoerer, Mark (2010), "The imposed gift of Versailles: the fiscal effects of restricting the size of Germany's armed forces, 1924-9", The Economic History Review 63 (4):  849–864, DOI 10.1111/j.1468-0289.2009.00512.x
- The First World War, 1914–1918. Penguin (1987). ISBN 978-014022-679-9
- Versailles and After: 1919-1933. Routledge [1984] (1995). ISBN 0-415-12710-6
- The Germans and the East. Purdue University Press (2007). ISBN 978-155753-443-9
- Keylor, William R.. The Legacy of the Great War: Peacemaking, 1919.. Boston and New York: Houghton Mifflin (1998). ISBN 0-669-41711-4
- The Economic Consequences of the Peace. Harcourt Brace and Howe (1920)
- German and Republican China. Stanford University Press (1984). ISBN 978-080471-209-5
- Kramer, Alan. Dynamic of Destruction: Culture and Mass Killing in the First World War, The Making of the Modern World. Penguin (2008). ISBN 978-1-846-14013-6
- The Treaties of Peace, 1919-1923. The Lawbook Exchange, Ltd [1924] (2007). ISBN 978-158477-708-3
- Axis Rule in Occupied Europe: Laws of Occupation, Analysis of Government, Proposals for Redress, Foundations of the Laws of War. The Lawbook Exchange, Lrd 2 edition (2008). ISBN 978-158477-901-8
- Lentin, Antony (1992), Trick or Treat? The Anglo-French Alliance, 1919, vol. 42, History Today, pp. 28–32, <http://search.proquest.com/docview/1299048769>
- Lentin, Antony (2012), Germany: a New Carthage?, vol. 62, History Today, pp. 20–27, <http://connection.ebscohost.com/c/articles/70292413/germany-new-carthage>
- Marks, Sally (1978), "The Myths of Reparations", Central European History (Cambridge University Press) 11 (3):  231–255, DOI 10.1017/S0008938900018707
- Origins of the Second World War Reconsidered, 2nd, London: Routledge (1999). ISBN 978-0-415-16325-5
- A Companion to Europe 1900–1945. Hoboken NJ: Wiley-Blackwell (2010). ISBN 978-1-444-33840-9
- McDougall, Walter A. (1979), "Political Economy versus National Sovereignty: French Structures for German Economic Integration after Versailles", The Journal of Modern History (The University of Chicago Press) 51 (1):  4–23, DOI 10.1086/241846
- The Rise and Fall of Weimar Democracy. The University of North Crolina Press (1988). ISBN 978-080784721-3
- Volume XIII: The Shifting Balance of World Forces 1898-1945, The New Cambridge Modern History. Cambridge University Press (1968). ISBN 978-052104-551-3
- Victors divided: America and the Allies in Germany, 1918-1923. University of California Press (1975)
- The Watch on the Rhine: The Military Occupation of the Rhineland. I.B. Tauris (2008). ISBN 978-184511457-2
- Rethinking Heritage: Cultures and Politics in Europe. I.B.Tauris (2003). ISBN 978-186064-796-3
- The Weimar Republic. Hill and Wang (1993). ISBN 978-080901-556-6
- Peacemaking by Democracies: The Effect of State Autonomy on the Post-World War Settlements. Pennsylvania State University Press (2004). ISBN 978-027102-398-4
- The Saar: Battleground and Pawn. Stanford University Press, First Edition (1951)
- Schmitt, Bernadotte (1960), "The Peace Treaties of 1919-1920", Proceedings of the American Philosophical Society (American Philosophical Society) 104 (1):  101–110
- German Disarmament After World War I: The Diplomacy of International Arms Inspection 1912–1931, Strategy and History. Routledge (2006). ISBN 978-041535808-8
- The First World War: Volume 3 The Western Front 1917-1918. Osprey Publishing (2002). ISBN 978-184176-348-4
- The First World War: The War to End All Wars. Osprey Publishing (2003). ISBN 978-184176-738-3
- The Treaty of Versailles, Milestones in Modern World History. Chelsea House Publications (2010). ISBN 978-160413-277-9
- Sontag, Richard. A Broken World, 1919-1939. Michigan: Harper and Row (1971)
- Collective Preventive Diplomacy: A Study in International Conflict Management, Suny Series in Global Politics. State University of New York Press (2007). ISBN 978-079145988-1
- Stevenson, David.szerk.: Robert W.D. Boyce: France at the Paris Peace Conference: Addressing the Dilemmas of Security, French Foreign and Defence Policy, 1918–1940: The Decline and Fall of a Great Power. London: Routledge (1998). ISBN 978-0-415-15039-2
- Redrawing Nations: Ethnic Cleansing in East-Central Europe, 1944-1948, The Harvard Cold War Studies Book Series. Rowman & Littlefield Publishers (2001). ISBN 978-074251094-4
- Trachtenberg, Marc (1982), "Versailles after Sixty Years", Journal of Contemporary History (Sage Publications Ltd) 17 (3):  487–506, DOI 10.1177/002200948201700305
- Power and Policy: Lessons for Leaders in Government and Business. Praeger (2010). ISBN 978-031338-240-6
- The Wages of Destruction: The Making and Breaking of the Nazi Economy. Penguin Books [2006] (2007). ISBN 978-014100348-1
- European Powers in the First World War: An Encyclopedia, Garland Reference Library of the Humanities. Routledge [1996] (1999). ISBN 978-081533-351-7
- The Encyclopedia of World War I : A Political, Social, and Military History. ABC=CLIO (2005a). ISBN 978-185109-420-2
- The United States in the First World War: An Encyclopedia, Military History of the United States. Routledge (1999). ISBN 978-081533-353-1
- A World at Arms: A Global History of World War II. Cambridge University Press (1994). ISBN 0-52144-317-2
- Guarantee of Peace: The League of Nations in British Policy 1914-1925. Oxford University Press (2009). ISBN 978-019922-673-3
- Poland 1939: The Birth of Blitzkrieg, Campaign. Osprey Publishing (2002). ISBN 978-184176408-5